# Chiến dịch Downfall
Chiến dịch Downfall là một kế hoạch tấn công của quân đội Đồng Minh vào đảo chính quốc Nhật Bản trong giai đoạn cuối của Chiến tranh Thế giới thứ hai. Tuy nhiên, sau khi Hoa Kỳ ném hai quả bom nguyên tử xuống Hiroshima và Nagasaki, Liên Xô tuyên chiến và tấn công vào Mãn Châu, Nhật Bản đã tuyên bố đầu hàng vô điều kiện và chiến dịch Downfall được hủy bỏ. Downfall gồm hai chiến dịch nhỏ: Chiến dịch Olympic và Chiến dịch Coronet. Chiến dịch Olympic được dự kiến bắt đầu vào đầu tháng 9 năm 1945, và mục tiêu chính của chiến dịch là chiếm một phần ba diện tích quốc đảo phía nam Nhật Bản là Kyūshū, với đảo Okinawa được sử dụng làm điểm tập kết. Vào đầu năm 1946, quân Đồng Minh sẽ tiến hành Chiến dịch Coronet, với mục tiêu chính là chiếm khu vực Đồng bằng Kantō (gần Tokyo) ở miền trung Honshū. Các sân bay chiếm được ở Kyūshū trong Chiến dịch Olympic sẽ được các đơn vị không quân sử dụng để hỗ trợ cho Chiến dịch Coronet. Nếu Downfall được tiến hành, đây sẽ là chiến dịch đổ bộ lớn nhất trong lịch sử.
Địa lý Nhật Bản và tình hình chiến sự của Chiến tranh Thế giới thứ hai đã góp phần giúp người Nhật nhận thức rõ ràng về kế hoạch đổ bộ này. Họ đã dự đoán khá chính xác kế hoạch đổ bộ của quân đội Đồng Minh và bắt đầu điều chỉnh chiến lược phòng thủ của họ, được biết đến qua cái tên Chiến dịch Ketsugō. Người Nhật đã lên kế hoạch phòng thủ toàn diện cho đảo Kyūshū, và giữ lại một phần nhỏ lực lượng làm dự bị cho các chiến dịch tiếp theo. Các dự đoán về thương vong là khác nhau, nhưng đều rất cao và tùy thuộc vào sức kháng cự của nhân dân Nhật Bản trong chiến dịch Downfall. Các chỉ huy Đồng Minh ước tính họ sẽ chịu mức thương vong lên đến hàng triệu binh sĩ.

## Kế hoạch của quân Đồng Minh
Chịu trách nhiệm lên kế hoạch cho Chiến dịch Downfall được giao phó cho Thủy sư Đô đốc Chester Nimitz, Thống tướng Douglas MacAuthur và Hội đồng Tham mưu trưởng Liên quân Hoa Kỳ, bao gồm Thủy sư Đô đốc Ernest King và William D. Leahy, Thống tướng George Marshall và Hap Arnold (sau được bổ nhiệm là Chỉ huy trưởng Không lực Lục quân Hoa Kỳ).
Tại thời điểm đó, việc phát triển bom nguyên tử là một bí mật được giữ rất nghiêm ngặt (ngay cả Phó Tổng thống khi đó là Harry Truman cũng không biết về sự tồn tại của nó cho đến khi ông trở thành Tổng thống), và chỉ có rất ít sĩ quan cấp cao ngoài Dự án Manhattan được thông tin về dự án này. Do đó, trong giai đoạn đầu của việc lập kế hoạch cho việc đổ bộ vào Nhật Bản, các nhà chỉ huy cấp cao đã không tính đến trường hợp bom nguyên tử được đem vào sử dụng. Khi thông tin về quả bom nguyên tử đầu tiên được công bố, Tướng Marshall đã dự tính sử dụng những quả bom này để hỗ trợ cho chiến dịch đổ bộ nếu họ có thể sản xuất kịp thời đủ số lượng bom cần thiết.
Lực lượng Đồng Minh tại mặt trận Thái Bình Dương không nằm dưới sự chỉ huy của duy nhất một tổng tư lệnh. Bộ Tư lệnh Đồng Minh tại khu vực này được chia ra theo từng vùng tác chiến khác nhau: tính đến năm 1945, Thủy sư Đô đốc Chester Nimitz là Chỉ huy trưởng Mặt trận Thái Bình Dương, trong khi đó Douglas MacAuthur là Tư lệnh Đồng Minh Tối cao của Mặt trận Tây Nam Thái Bình Dương, và Đô đốc Louis Mountbatten là Tư lệnh Đồng minh Tối cao của Bộ Tư lệnh Đông Nam Á. Bộ chỉ huy Đồng Minh cho rằng cần thiết phải có duy nhất một tổng tư lệnh để chỉ huy toàn bộ các đơn vị Đồng Minh cho chiến dịch. Các bên sau đó đã cạnh tranh nhằm quyết định ai sẽ là người chỉ huy chính thức (bên Hải quân Hoa Kỳ muốn Nimitz làm chỉ huy, nhưng Lục quân lại muốn MacArthur), nghiêm trọng đến mức suýt làm chậm tiến độ của kế hoạch. Cuối cùng, Hải quân đã nhượng bộ một phần, và MacArthur sẽ được toàn quyền chỉ huy tất cả các lực lượng nếu hoàn cảnh cho phép.

### Những cân nhắc
Những cân nhắc đầu tiên mà các nhà hoạch định phải giải quyết là vấn đề thời gian và thương vong - họ phải làm thế nào để có thể khiến lực lượng Nhật Bản đầu hàng càng nhanh càng tốt với mức thương vong cho quân Đồng Minh ở mức thấp nhất có thể. Trước Hội nghị Quebec vào năm 1943, một nhóm lập kế hoạch từ ba nước Canada, Anh và Mỹ đã lập ra một kế hoạch ("Appreciation and Plan for the Defeat of Japan" - "Nhận thức và Kế hoạch Đánh bại Nhật Bản"), với nội dung rằng không nên tiến hành cuộc tổng tấn công vào Nhật Bản cho đến năm 1947-1948. Hội đồng Tham mưu trưởng Liên quân Hoa Kỳ tin rằng việc kéo dài chiến tranh tới mức độ như vậy có thể làm ảnh hưởng tới tinh thần của nhân dân Hoa Kỳ. Tại Hội nghị Quebec, Hội đồng Tham mưu trưởng Liên quân đã nhất trí rằng họ phải khiến Nhật Bản đầu hàng sau khi Đức Quốc Xã đầu hàng không quá một năm.
Hải quân Hoa Kỳ muốn tiến hành chiến dịch phong tỏa và dùng máy bay tấn công để ép Nhật Bản đầu hàng. Họ sau đó đề xuất một loạt các chiến dịch đánh chiếm sân bay ở gần Thượng Hải, Trung Quốc và Bán đảo Triều Tiên, để có thể cung cấp cho Không lực Lục quân Hoa Kỳ các điểm xuất phát để xuất kích ném bom Nhật Bản. Trong khi đó, Lục quân Hoa Kỳ cho rằng một chiến lược như vậy có thể "khiến kéo dài chiến tranh một cách vô thời hạn" và dẫn đến những tổn thất nhân mạng không cần thiết, và do đó, một chiến dịch đổ bộ quy mô lớn là cần thiết. Họ sẽ hỗ trợ tiến hành một cuộc tấn công quy mô rất lớn trực tiếp vào Quốc đảo Nhật Bản mà không cần đến sự hỗ trợ của bên Hải quân (của Chester Nimitz). Cuối cùng, quan điểm của Lục quân đã được chấp thuận.
Nhật Bản là một mục tiêu có tầm ảnh hưởng rất lớn, nằm rất xa các khu vực được quân Đồng Minh kiểm soát và có rất ít bãi biển địa lý có địa lý thích hợp để tiến hành các cuộc đổ bộ. Chỉ có Kyūshū (đảo cực nam của Nhật Bản) và các bãi biển tại Đồng bằng Kantō (phía tây nam và đông nam của Tokyo) có đủ các tiêu chí thích hợp cho một cuộc đổ bộ đường biển. Bộ Chỉ huy Đồng Minh quyết định sẽ chia Chiến dịch Downfall thành hai giai đoạn. Đầu tiên, họ sẽ tiến hành Chiến dịch Olympic nhằm vào miền nam Kyūshū. Sau khi chiếm được các căn cứ không quân tại khu vực này, họ sẽ tiến hành Chiến dịch Coronet, tấn công vào Vịnh Tokyo với sự hỗ trợ từ các máy bay xuất phát từ Kyūshū.

### Các giả định
Sau khi nắm rõ được các thông tin địa lý ở Nhật Bản, các nhà hoạch định quân sự Đồng Minh bắt đầu ước tính quy mô lực lượng phòng thủ Nhật Bản họ sẽ phải đối mặt một khi chiến dịch Downfall được bắt đầu. Dựa trên các thông tin tình báo có sẵn vào đầu năm 1945, họ đã đặt ra những giả định sau đây về quân đội Nhật Bản:
- Người Nhật sẽ tiếp tục chiến đấu và sẽ chuẩn bị để bảo vệ đất của họ bằng tất cả những gì họ có. Các chiến dịch diễn ra trong khu vực này sẽ gặp phải nhiều kháng cự, không chỉ từ những đơn vị quân sự của Đế quốc Nhật Bản, mà còn từ một vài đơn vị dân sự cuồng tín.

- Cuộc tấn công sẽ vấp phải sự kháng cự của khoảng ba (3) sư đoàn đối phương sẽ được bố trí ở phía Nam Kyūshū, cộng thêm các đơn vị không quân, hải quân địa phương.

- Các đơn vị được tiếp viện cho tuyến phòng thủ ở Kyūshū, ước tính sẽ có ít nhất ba (3) sư đoàn bộ binh, 1-2 trung đoàn xe tăng, 2 sư đoàn huấn luyện và các đơn vị hải quân. Nếu không gặp sự kháng cự nào, mức độ tiếp viện tới khu vực phía Nam Kyūshū sẽ là một sư đoàn/hai ngày.

- Các đơn vị tiếp viện cho khu vực phía Nam Kyūshū sẽ được điều động thêm từ Honshu, với khoảng bốn sư đoàn, nâng tổng số su đoàn có mặt tại mặt trận là mười sư đoàn chiến đấu.

- Kẻ thù có thể sẽ rút hết các lực lượng không quân về Lục địa Châu Á để tránh các cuộc tấn công của chúng ta. Trong trường hợp như vậy, người Nhật có thể tập trung được từ 2.000 tới 2.500 máy bay trong khu vực đó bằng cách thực hiện một chiến lược cứng nhắc, và lực lượng này có để được sử dụng để chống lại các cuộc đổ bộ lên Kyūshū bằng cách đóng rải rác tại các sân bay dã chiến trong đất liền.

- Sự chuẩn bị và hỗ trợ của các đơn vị không quân trên đất liền và đóng trên các hàng không mẫu hạm sẽ làm giảm khả năng tác chiến trên không của đối phương, đồng thời giảm thiểu được các cuộc tấn công cảm tử trong giai đoạn đầu của chiến dịch.

- Hạm đội của đối phương sẽ bị phá hủy hoặc sẽ rút về Biển Hoàng Hải hoặc phía tây Biển Đông Hải. Đối phương sẽ duy trì khả năng thực hiện các cuộc tấn công cảm tử trong cuộc đổ bộ vào Kyūshū với lực lượng ước tính ngang bằng một lực lượng đặc nhiệm hàng không mẫu hạm. Số tàu ngầm còn lại và một số lượng lớn tàu cảm tử sẽ được sử dụng để chống lại cuộc đổ bộ của chúng ta [quân Đồng Minh] và thủy lôi sẽ được sử dụng với số lượng lớn.

- Trong khi người Nga vẫn duy trì tình trạng trung lập, năng lực sản xuất của các ngành công nghiệp của đối phương ở Mãn Châu Quốc, Trung Quốc và Triều Tiên sẽ không bị suy giảm.

- Hậu cần của đối phương sẽ giúp các đơn vị phòng thủ bảo vệ khu vực phía Nam Kyūshū vững chắc hơn.

### Chiến dịch Olympic

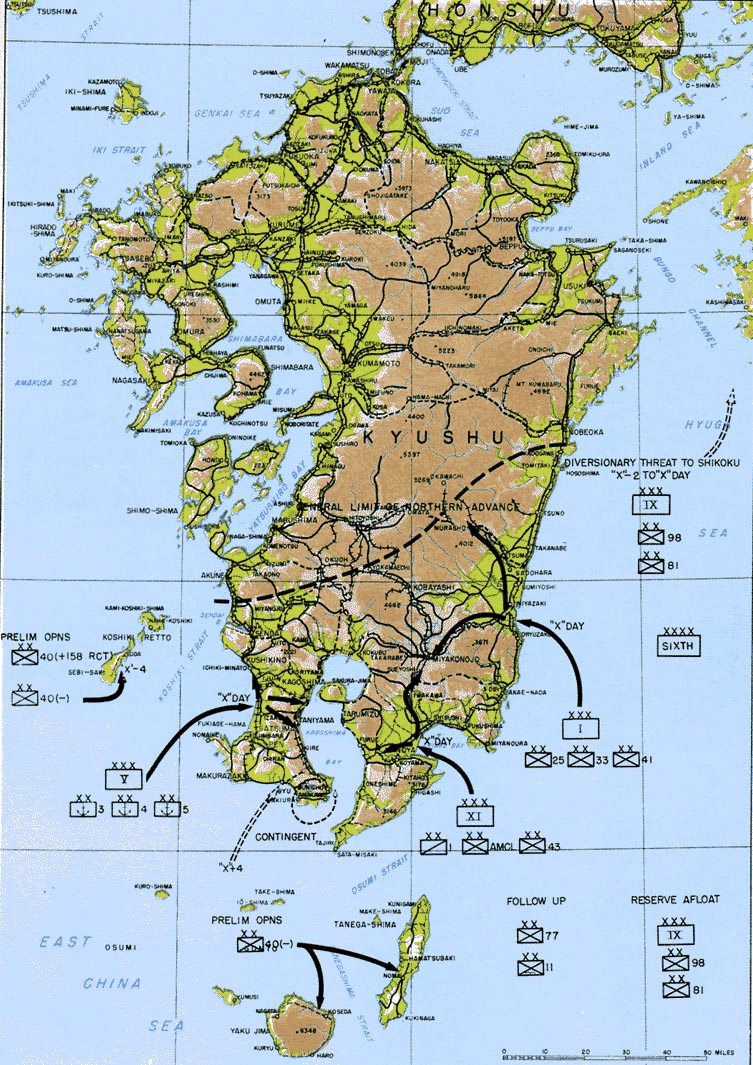
Bản đồ kế hoạch tấn công trong Chiến dịch Olympic.

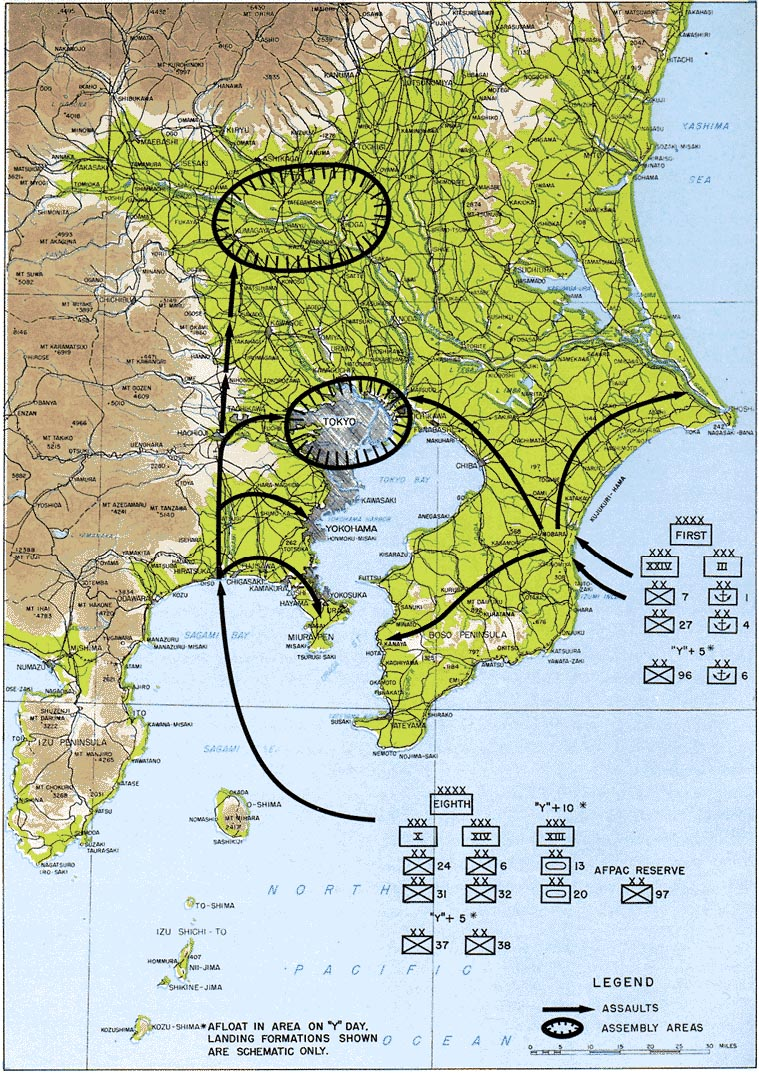
Bản đồ kế hoạch tấn công trong Chiến dịch Coronet.

Chiến dịch Olympic, chiến dịch đổ bộ vào Kyūshū, sẽ được bắt đầu vào ngày 1 tháng 9 năm 1945, hay "Ngày X" (X-Day). Một lực lượng hải quân đa quốc gia Đồng Minh, bao gồm 42 hàng không mẫu hạm, 24 thiết giáp hạm, và hơn 400 khu trục hạm các loại, sẽ được tập hợp để chuẩn bị cho chiến dịch. 14 sư đoàn của Mỹ và hai liên đoàn chiến thuật sẽ góp mặt vào đợt đổ quân đầu tiên của chiến dịch. Đảo Okinawa sẽ được sử dụng làm căn cứ tiền tiêu, và mục tiêu chính của họ là chiếm đóng các khu vực trọng yếu ở phía nam Kyūshū. Các khu vực chiếm được này sẽ được dùng làm bàn đạp để tấn công Honshu trong Chiến dịch Coronet.
Olympic cũng bao gồm một chiến dịch đánh lạc hướng lớn, có mật danh là Chiến dịch Pastel. Pastel được lập ra để khiến người Nhật tin rằng Hội đồng Tham mưu trưởng Liên quân sẽ không tiến hành một cuộc tấn công trực tiếp và thay vào đó, sẽ phong tỏa và bắn phá Nhật Bản. Để thực hiện được điều đó, mục tiêu của Pastel bao gồm chiếm được căn cứ ở Đài Loan, dọc bờ biển Trung Quốc và xung quanh Biển Hoàng Hải.
Không lực 5, Không lực 7 và Không lực 13 sẽ chịu trách nhiệm cung cấp hỏa lực hỗ trợ trên không cho chiến dịch đổ bộ. Ngoài ra, họ còn có nhiệm vụ tấn công các căn cứ, sân bay và các tuyến giao thông huyết mạch của Nhật Bản ở Kyushu và Nam Honshu (ví dụ: Đường hầm Kanmon) và duy trì ưu thế trên không tại các khu vực đổ bộ. Nhiệm vụ ném bom chiến lược được giao cho Bộ Tư lệnh Không lực Chiến lược Hoa Kỳ tại Thái Bình Dương (USASTAF) - một đơn vị bao gồm Không lực 8, Không lực 20 và Không lực Tiger của Không quân Hoàng Gia Anh. Đơn vị này sẽ hoạt động tới lúc diễn ra Chiến dịch Coronet. Không lực 20 sẽ tiếp tục vai trò tiến hành các nhiệm vụ ném bom chiến lực chủ lực của người Mỹ vào Nhật Bản, và sẽ xuất kích từ Quần đảo Mariana. Sau khi chiến tranh ở Châu Âu kết thúc vào tháng 5 năm 1945, quân đội Đồng Minh đã lên kế hoạch thuyên chuyển vài đơn vị dày dạn kinh nghiệm từ Không lực 8 ở Anh sang Okinawa để ném bom phối hợp với Không lực 12. Các đơn vị của Không lực 8 sẽ được nhận mẫu máy bay B-29 Superfortress mới thay thế cho mẫu B-17 Flying Fortress và B-24 Liberator (họ nhận được những chiếc B-29 đầu tiên vào ngày 8 tháng 8 năm 1945).
Trước khi chiến dịch được tiến hành, các căn cứ trên đảo Tanegashima, Yakushima và quần đảo Koshikijima cần phải được chiếm giữ, bắt đầu từ ngày X-5. Trận đánh ở Okinawa đã minh chứng được tầm quan trọng của việc thiết lập các bến cảng tầm gần, để có thể tiếp nhận các tàu không tham gia vào quá trình đổ bộ hay những tàu bị hư hại trong các đợt không kích.
Tập đoàn quân số 6 Hoa Kỳ được giao nhiệm vụ chiếm ba khu vực chính ở Kyūshū là Miyazaki, Ariake, và Kushikino. 35 bãi đổ bộ chính được đặt tên theo các hãng xe hơi nổi tiếng, và lần lượt theo bảng chữ cái từ Austin, Buick, Cadillac tới Stutz, Winton, và Zephyr. Mỗi quân đoàn sẽ đảm nhiệm một bãi đổ bộ, và các nhà hoạch định chiến lược ước tính rằng họ sẽ áp đảo quân số Nhật Bản theo tỷ lệ ba trên một. Vào đầu năm 1945, Miyazaki được bảo vệ một cách hời hợt, trong khi đó, Ariake - một thị trấn có cảng biển quan trọng trong khu vực, được bảo vệ rất nghiêm ngặt.
Mục tiêu của chiến dịch sẽ không nhắm tới việc chiếm toàn bộ hòn đảo, mà chỉ chiếm 1/3 khu vực phía nam của hòn đảo do khu vực phía bắc có nhiều hạn chế để tiến quân vào đó. Khu vực Nam Kyūshū sẽ được sử dụng làm khu tập kết và căn cứ không quân quan trọng cho Chiến dịch Coronet.

### Chiến dịch Coronet
Chiến dịch Coronet, chiến dịch đổ bộ vào Đồng bằng Kantō, nằm tại khu vực phía nam Tokyo trên đảo Honshu, được ấn định bắt đầu vào ngày 1 tháng 3 năm 1946, hay "Ngày Y" (Y-Day).  Quy mô của Chiến dịch Coronet sẽ lớn hơn Olympic, với tổng cộng 45 sư đoàn Hoa Kỳ tham gia vào quá trình đổ bộ và tiến công vào đất liền. Tập đoàn quân số 1 sẽ đổ bộ vào Bãi biển Kujūkuri nằm trên Bán đảo Bōsō và Tập đoàn quân số 8 sẽ đổ bộ vào thành phố Hiratsuka giáp với Vịnh Sagami, với tổng cộng 25 sư đoàn. Sau đó, sẽ có thêm 20 sư đoàn Hoa Kỳ và ít nhất năm sư đoàn của Khối Thịnh vượng chung Anh sẽ đổ bộ để tiếp viện quá trình tiến công vào đất liền. Các lực lượng Đồng minh sau đó sẽ tiến về phía bắc và vào sâu trong đất liền, bao vây Tokyo và tiến về Nagano.

### Lực lượng

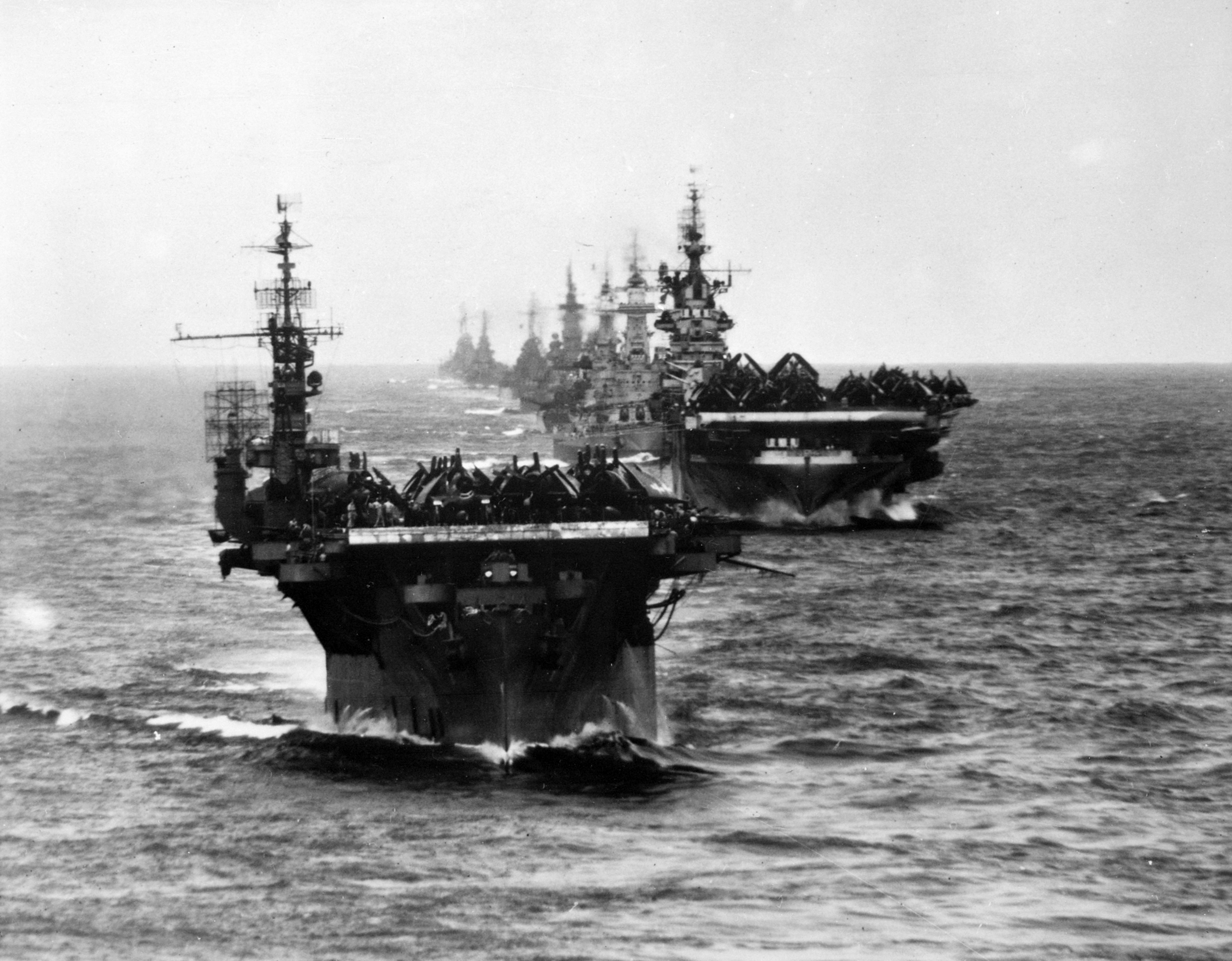
Các tàu chiến của Nhóm Đặc nhiệm 38.3 đang tiến vào Ulithi, ngày 2 tháng 12 năm 1944.

Chiến dịch Olympic sẽ huy động các đơn vị sẵn có tại khu vực Thái Bình Dương, bao gồm Hạm đội Thái Bình Dương Anh Quốc. Tính đến đầu năm 1945, Hạm đội Thái Bình Dương Anh Quốc có ít nhất 18 hàng không mẫu hạm và bốn thiết giáp hạm.
Không đoàn Tiger là một đơn vị máy bay ném bom tầm xa của Khối Thịnh vượng chung, bao gồm các đơn vị của Không quân Hoàng Gia Anh, Không quân Hoàng Gia New Zealand, Không quân Hoàng Gia Canada, và các đơn vị thuộc Bộ Tư lệnh Ném Bom Không quân Hoàng Gia ở Châu Âu. Năm 1944, theo những dự tính ban đầu, đơn vị này sẽ có khoảng 500 - 1.000 máy bay các loại, bao gồm các đơn vị tiếp liệu trên không. Sau đó, quy mô đơn vị này được hạ xuống còn 22 phi đoàn, và xuống còn 10 phi đoàn tại thời điểm chiến tranh kết thúc, với khoảng 120-150 máy bay ném bom Avro Lancaster/Lincoln đóng tại Okinawa. Không đoàn Tiger còn bao gồm Phi đoàn 617 nổi tiếng, có biệt danh "The Dambusters" ("Những kẻ phá đập"), có nhiệm vụ tiến hành những phi vụ không kích chuyên dụng.
Ban đầu, người Mỹ không có ý định sử dụng bất kỳ các đơn vị nào khác trong khối Đồng Minh trong Chiến dịch Downfall. Nếu cần các đơn vị tiếp viện cho giai đoạn đầu của Chiến dịch Olympic, họ sẽ triển khai các đơn vị đang chuẩn bị cho Chiến dịch Coronet - vì lúc đó, họ đang thực hiện một đợt tái triển khai lực lượng lớn từ Mặt trận Tây Nam Thái Bình Dương, Mặt trận Hành quân Châu Âu và Mặt trận Trung Quốc-Miến Điện-Ấn Độ. Đợt tái triển khai này bao gồm của Tập đoàn quân số 1 (15 sư đoàn) và Không lực 8 ở Châu Âu. Việc này được cho là rất phức tạp bởi vì nhiều đơn vị đã bị giải thể, các đợt bổ sung lính liên tục cùng các đợt giải ngũ lính già hiện tại có thể làm suy giảm đáng kể sức chiến đấu của nhiều đơn vị. Chính phủ Úc đã yêu cầu ngay từ đầu về việc đưa một sư đoàn bộ binh của Quân đội Úc vào đợt đổ bộ đầu tiên (Olympic), nhưng bị người Mỹ từ chối. Theo nhà sử học John Ray Skates, ngay cả trong lúc lên kế hoạch cho Chiến dịch Coronet, người Mỹ không có ý định tung ra các đơn vị của Khối Thịnh vượng chung hay các quốc gia Đồng Minh khác cho các mũi tiến công dọc Đồng bằng Kantō vào năm 1946. Các bản kế hoạch chính thức đầu tiên đã ấn định rằng "các đơn vị tấn công, bổ sung và dự bị đều là các đơn vị Hoa Kỳ".
Vào giữa năm 1945, khi các kế hoạch cho Chiến dịch Coronet đang được thay đổi - nhiều quốc gia Đồng Minh, theo nhà sử học John Skates, "đã cung cấp các đơn vị trên bộ, và một cuộc họp bàn đã được tiến hành" giữa các nhà lãnh đạo và chỉ huy cấp cao của Đồng Minh phương Tây, "về quy mô, sứ mệnh, trang thiết bị, và sự hỗ trợ của những đơn vị này". Sau cuộc họp, các bên thống nhất Chiến dịch Coronet sẽ bao gồm một Quân đoàn Thịnh vượng chung, được thành lập dựa trên các đơn vị của quân đội Úc, Anh và Canada. Các lực lượng tiếp viện cũng được triển khai từ các quốc gia này và các thành viên khác của khối Thịnh vượng chung. Tuy nhiên, Douglas MacArthur đã chặn các đề xuất về việc đưa một sư đoàn Ấn Độ vào chiến dịch vì sự khác biệt về ngôn ngữ, tổ chức, trang thiết bị, cách đào tạo và học thuyết. MacArthur cũng khuyến nghị rằng quân đoàn này nên được tổ chức theo mô hình của quân đoàn Hoa Kỳ, chỉ sử dụng trang thiết bị và hệ thống hậu cầu của người Mỹ, và nên được huấn luyện ở Hoa Kỳ trong vòng sáu tháng trước khi được triển khai. Chính phủ Anh đề xuất rằng; Trung tướng Charles Keightley nên được bổ nhiệm là chỉ Quân đoàn Thịnh vượng chung, Phó Đô đốc William Tennant sẽ là chỉ huy hạm đội Thịnh vượng chung và chỉ huy các đơn vị không quân phải là một sĩ quan người Úc. Tuy nhiên, chính phủ Úc đặt nghi vấn rằng không nên bổ nhiệm một sĩ quan thiếu kinh nghiệm tác chiến với người Nhật như Keightley, và đề xuất bổ nhiệm Trung tướng Leslie Morshead, một sĩ quan người Úc từng tham gia các chiến dịch ở Borneo và New Guinea. Tuy vậy, chiến tranh đã kết thúc trước khi họ đi đến được những quyết định cuối cùng.

## Chiến dịch Ketsugō

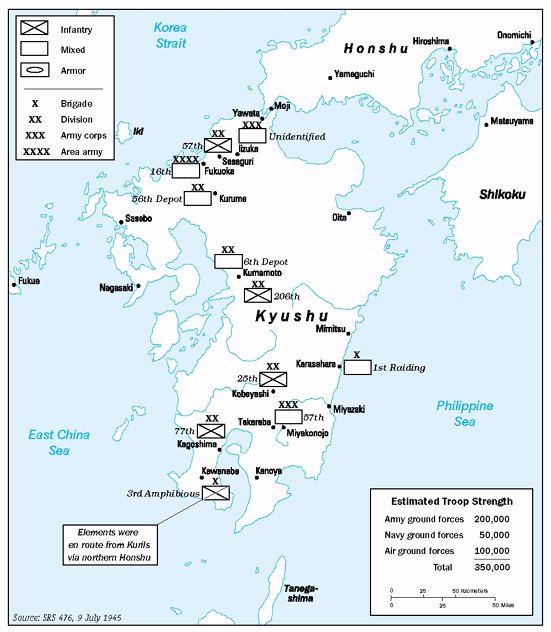
Ước tính của Hoa Kỳ về vị trí và quy mô của các đơn vị đồn trú Nhật Bản tại Kyūshū tính đến ngày 9 tháng 7 năm 1945.

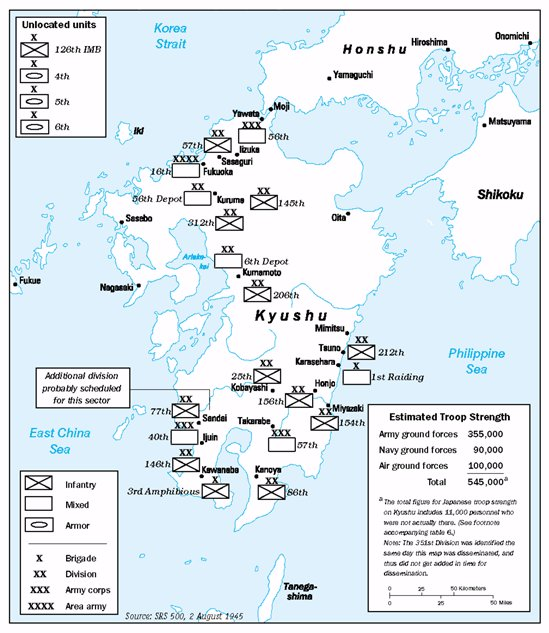
Ước tính của Hoa Kỳ về vị trí và quy mô của các đơn vị đồn trú Nhật Bản tại Kyūshū tính đến ngày 2 tháng 8 năm 1945.

Trong khi đó, người Nhật đã có những kế hoạch cho riêng họ. Ban đầu, Bộ Tổng tư lệnh Đế quốc dự tính quân đội Đồng Minh sẽ tiến hành chiến dịch đổ bộ vào mùa hè năm 1945. Tuy nhiên, trận Okinawa kéo dài vượt dự đoán nên họ kết luật rằng quân Đồng Minh sẽ phải hoãn chiến dịch đổ bộ đến khi mùa bão kết thúc, vì tiến hành đổ bộ vào mùa bão sẽ gặp rất nhiều rủi ro. Tình báo Nhật dự đoán địa điểm đổ bộ sẽ diễn ra ở Miyazaki và Vịnh Ariake ở phía nam Kyūshū, hoặc ở Bán đảo Satsuma.
Với viễn cảnh giành được chiến thắng là quá xa vời, các nhà lãnh đạo Nhật Bản tin rằng họ phải biến chiến dịch xâm lược của quân đội Đồng Minh trở thành một chiến dịch tốn kém, sa lầy với tổn thất nhân mạng cao hơn mức có thể chấp nhận được, để có thể dẫn đến các hiệp định đình chiến hơn là chấp nhận thất bại hoàn toàn. Do đó, Chiến dịch Ketsugō (決号作戦, ketsugō sakusen) bắt đầu được vạch ra. Người Nhật dự định sẽ kêu gọi toàn bộ người dân Nhật Bản tham gia bảo vệ quê hương của họ, và từ tháng 6 năm 1945, quân đội Nhật bắt đầu tiến hành chiến dịch tuyên truyền "Cái chết vẻ vang của một trăm triệu người." Thông điệp chính của chiến dịch tuyên truyền này là "vinh dự được hi sinh vì Thiên Hoàng vĩ đại của Nhật Bản, và mọi đàn ông, phụ nũ và trẻ em Nhật Bản cần phải hi sinh thân mình vì Thiên Hoàng khi quân Đồng Minh tới." Cả Hoa Kỳ và Nhật Bản đều dự tính rằng thương vong của người Nhật sẽ lên đến hàng triệu người. Từ Trận Saipan trở về sau, bộ máy tuyên truyền Nhật Bản đã tăng cường ca ngợi hi sinh vì tổ quốc là một vinh quang lớn, và miêu tả lính Mỹ là "những con quỷ da trắng" nhẫn tâm. Trong thời gian diễn ra trận Okinawa, các sĩ quan Nhật đã ra lệnh cho dân thường Nhật rằng những ai không đủ năng lực chiến đấu thì phải tự sát, thay vì đầu hàng lính Mỹ. Các bằng chứng thời hậu chiến cũng chỉ ra rằng các mệnh lệnh tương tự cũng sẽ được áp dụng với người dân tại quốc đảo khi Chiến dịch Downfall được tiến hành. Quân đội Nhật cũng bí mật tiến hành xây dựng Sở Chỉ huy Hoàng gia Dưới lòng đất ở Matsushiro, Nagano, để làm chỗ trú ẩn cho Thiên Hoàng và Bộ Tổng tư lệnh Đế quốc trong thời ra diễn ra Chiến dịch Downfall. Trong lúc lên kế hoạch cho Chiến dịch Ketsugō, Bộ chỉ huy Nhật đã đánh giá quá cao sức mạnh của lực lượng đổ bộ và dự đoán sẽ có đến 90 sư đoàn đối phương tham chiến, trong khi đó quân đội Đồng Minh chỉ huy động được chưa đến 70 sư đoàn.

### Cảm tử Thần phong
Tháng 2 năm 1945, Đô đốc Ugaki Matome được gọi quay trở về Nhật Bản và được bổ nhiệm làm chỉ huy Không đoàn 5 Hải quân ở Kyūshū. Không đoàn 5 trước đó được giao nhiệm vụ thực hiện các cuộc tấn công cảm tử Thần phong vào hạm đội Đồng Minh tại Okinawa, Chiến dịch Ten-Go, và bắt đầu huấn luyện phi công và tập hợp máy bay để chuẩn bị bảo vệ Kyūshū, mục tiêu đầu tiên của quân đội Đồng Minh.

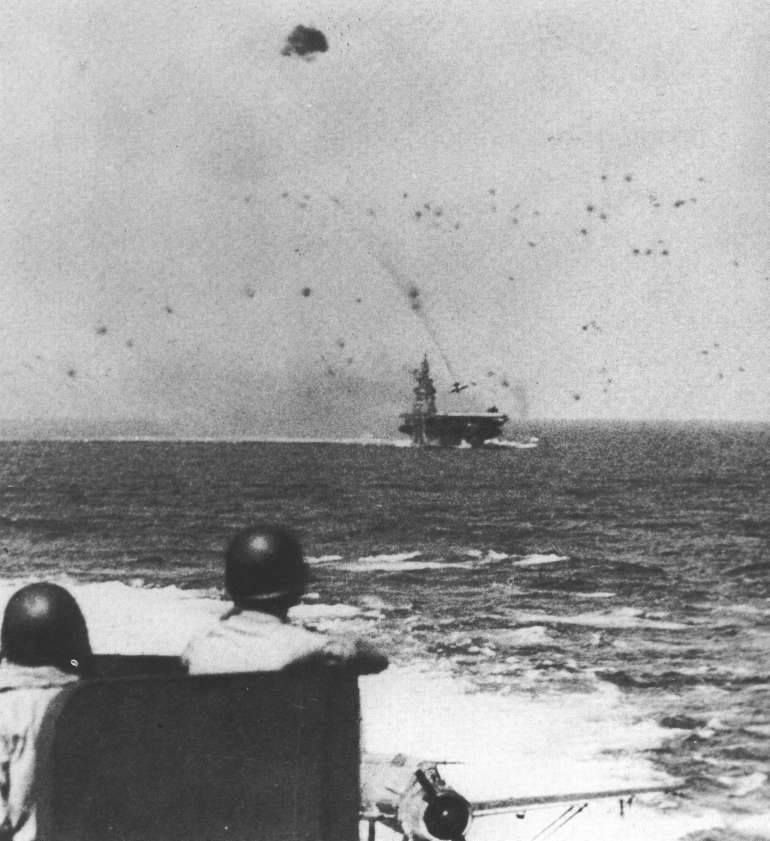
Pháo thủ phòng không của thiết giáp hạm New Jersey đang bất lực nhìn một chiếc kamikaze lao vào hàng không mẫu hạm Intrepid, 25 tháng 11 năm 1944.

Tuyến phòng thủ của Nhật Bản phần lớn phụ thuộc vào các nhóm máy bay Thần phong. Ngoài các đơn vị máy bay chiến đấu và máy bay ném bom, họ đã điều động toàn bộ các sĩ quan, giáo viên huấn luyện bay vào nhiệm vụ tự sát này. Hơn 10.000 máy bay đã ở trạng thái sẵn sàng chiến đấu tính đến tháng 7 năm 1945, cũng như hàng trăm cano cảm tử Shin'yō được sử dụng để tấn công tàu chiến Đồng Minh ở ngoài khơi Nhật Bản.
Hơn 2.000 máy bay cảm tử Thần phong đã xuất kích trong thời gian diễn ra Trận Okinawa, và đạt tỷ lệ cứ chín máy bay thì có một chiếc đâm trúng mục tiêu (1:9). Kyūshū có nhiều yếu tố thuận lợi với người Nhật hơn, nên họ mong có thể tăng mức tỷ lệ đó lên mức 1:6 bằng việc áp đảo hoàn toàn người Mỹ với các đợt tấn công Thần phong trong nhiều giờ liên tục. Bộ Tổng tư lệnh Đế quốc ước tính các cuộc tấn công Thần phong sẽ đánh chìm ít nhất 400 tàu chiến các loại. Ngoài ra, các phi công được chỉ dẫn tấn công các tàu vận tải thay vì các hàng không mẫu hạm như trước kia, nên thương vong có thể sẽ cao hơn trận Okinawa. Một nghiên cứu xác định rằng, máy bay cảm tử Thần phong có thể tiêu diệt được từ 1/3 đến hơn nửa hạm đội Đồng Minh trước khi chính thức tiến hành đổ bộ.
Đô đốc Ernest King, Tham mưu trưởng Hải quân Hoa Kỳ, quan ngại về vấn đề thương vong gây ra bởi Thần phong nhiều đến mức ông cùng nhiều sĩ quan cấp cao khác đã kiến nghị hủy bỏ Chiến dịch Downfall. Thay vào đó, họ có thể tiến hành các chiến dịch ném bom cháy rải thảm vào các thành phố lớn của Nhật và thực hiện biện pháp phong tỏa cho đến khi Nhật Bản đầu hàng. Tuy nhiên, Tướng George Marshall cho rằng ép Nhật Bản đầu hàng bằng cách đó có thể mất đến vài năm, nếu có thể. Sau cùng, Marshall và Bộ trưởng Bộ Hải quân Frank Knox đều kết luận rằng người Mỹ sẽ phải tổng tấn công Nhật Bản vào giai đoạn cuối của cuộc chiến, bất kể thương vong như thế nào đi chăng nữa.

### Hải quân

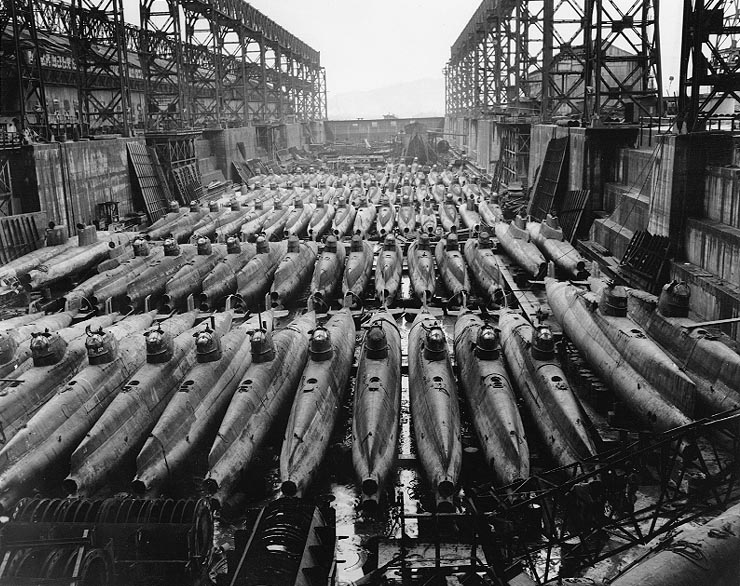
Tàu ngầm cỡ nhỏ lớp Koryu của Hải quân Đế quốc Nhật Bản tại Căn cứ Hải quân Kure.

Mặc dù chịu thiệt hại rất nặng trong giai đoạn cuối cùng của cuộc chiến, Hải quân Đế quốc Nhật Bản, dưới sự chỉ huy của Bộ Tư lệnh Hải quân Đế quốc, vẫn quyết tâm gây ra thiệt hại cho tàu chiến Đồng Minh nhiều nhất có thể. Những tàu chiến chủ lực còn lại bao gồm bốn thiết giáp hạm (đều bị hư hại), năm hàng không mẫu hạm (hư hại ở nhiều mức khác nhau), hai tuần dương hạm, 23 khu trục hạm và 46 tàu ngầm. Tuy nhiên, Hải quân Nhật không có đủ nhiên liệu để các tàu có thể tiếp tục thực hiện những chuyến hải trình, nên họ sẽ cho các tàu neo đậu trong cảng và sử dụng hỏa lực phòng không của chúng để bảo vệ hệ thống cơ sở vật chất trong đất liền. Dù không còn khả năng tiến hành các chiến dịch cỡ lớn, Hải quân Nhật vẫn duy trì được hàng nghìn máy bay ở trạng thái sẵn sàng chiến đấu và có gần hai triệu quân nhân, có thể góp phần vào quá trình bảo vệ Nhật Bản.
Ngoài ra, họ còn có khoảng 100 tàu ngầm loại nhỏ lớp Kōryū, 300 tàu ngầm loại nhỏ lớp Kairyū, 120 ngư lôi có người lái Kaiten, và 2.412 xuồng cao tốc cảm tử Shin'yō. Không như các tàu chiến cỡ lớn, lực lượng này, cùng với các đơn vị khu trục hạm và tàu ngầm, sẽ tham chiến triệt để để bảo vệ đất liền, và được kỳ vọng sẽ tiêu diệt khoảng 60 tàu vận tải Đồng Minh.
Hải quân Đế quốc cũng bắt đầu đào tạo một đơn vị người nhái để thực hiện nhiệm vụ tấn công cảm tử, được gọi là Fukuryu. Người nhái sẽ được trang bị mìn cỡ nhỏ, và lặn xuống dưới các tàu đổ bộ trước khi kích nổ mìn. Mỗi một bãi biển (được nghi là bãi đổ bộ) sẽ được xây dựng một kho chứa mìn ở dưới đáy biển để các người nhái có thể sử dụng. Mỗi kho có thể chứa đến 10.000 quả mìn và khoảng 1.200 người nhái cảm tử đã được huấn luyện trước khi Nhật Bản đầu hàng.

### Các đơn vị trên bộ

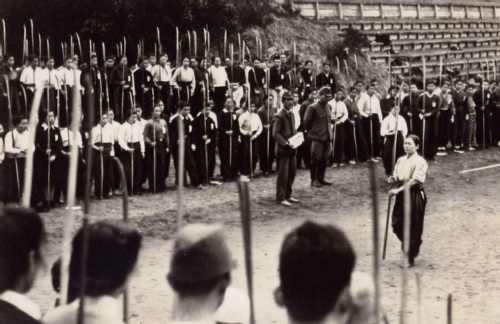
Một nhóm học sinh thuộc Tập đoàn quân 52 trong một buổi huấn luyện ở Bãi biển Kujukurihama, Chiba, đầu năm 1945.

Quân đội Nhật có hai phương án phòng thủ chính là: thiết lập tuyến phòng thủ mạnh dọc các đường bờ biển và phòng thủ chiều sâu. Trong giai đoạn năm 1943, người Nhật đã áp dụng phương pháp xây dựng một bức tường phòng thủ mạnh mẽ trên các bãi biển và chỉ để lại rất ít các đơn vị dự bị. Nhưng chiến thuật này tỏ ra không phù hợp khi các lực lượng phòng thủ bờ biển dễ dàng bị quét sạch trong các đợt pháo kích dọn bãi của Hải quân Hoa Kỳ (như Trận Tarawa). Tại Peleliu, Iwo Jima và Okinawa, người Nhật áp dụng chiến lược phòng ngự chiều sâu và tập trung lực lượng tại các vị trí chiến lược có địa hình dễ phòng thủ nhất.
Để bảo vệ Kyūshū, quân đội Nhật đã thiết lập thế trận trung gian, với phần lớn lực lượng phòng thủ của họ sẽ tập trung tại các vị trí ở trong đất liền, cách bãi biển đủ xa để tránh bị hỏa lực của Hải quân Hoa Kỳ bắn phá và đủ gần để khiến người Mỹ không thể thiết lập được đầu cầu vững chắc để tiếp tục tiến công. Lực lượng phản công sẽ đóng tại các vị trí xa hơn, và được đặt trong tình trạng sẵn sàng chiến đấu ở mức cao nhất.

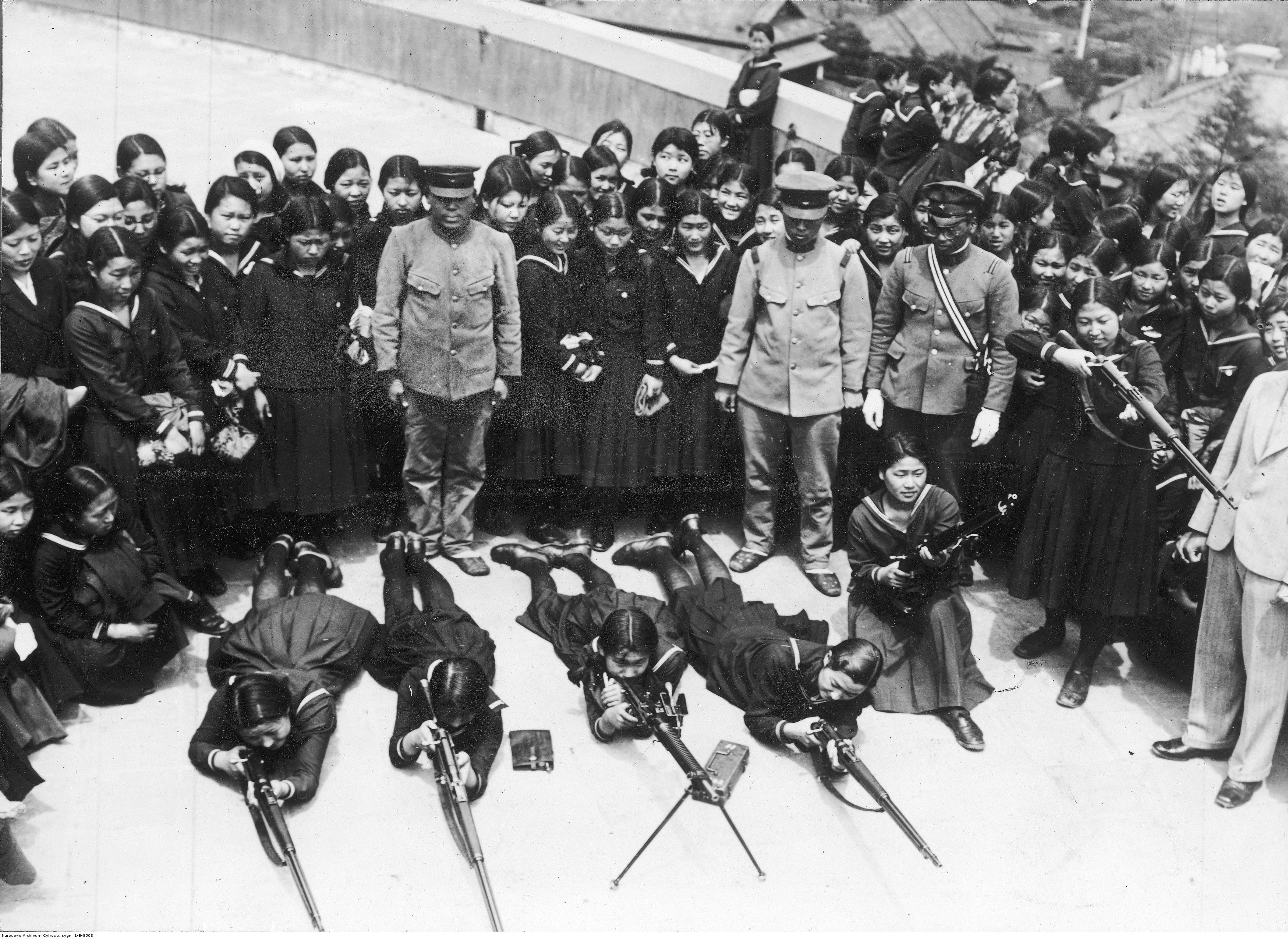
Một nhóm nữ sinh Nhật Bản đang được huấn luyện sử dụng vũ khí.

Vào tháng 3 năm 1945, chỉ có một sư đoàn chủ lực đóng quân tại Kyūshū. Trong bốn tháng thiếp theo, Lục quân Đế quốc Nhật Bản đã liên tục điều động các đơn vị khác từ Mãn Châu Quốc, Triều Tiên và phía Bắc Nhật Bản về tăng cường cho Kyūshū. Vào tháng 8, họ có 14 sư đoàn chủ lực và các đơn vị có quy mô nhỏ hơn đóng quân trong khu vực, trong đó có ba lữ đoàn xe tăng, với tổng quân số lên đến 900.000 binh sĩ. Mặc dù người Nhật có thể dễ dàng chiêu mộ những người lính mới, nhưng việc trang bị vũ khí là một vấn đề nan giải. Trong tháng 8, người Nhật có tổng cộng 65 sư đoàn đóng quân tại quốc đảo, nhưng chỉ có đủ trang thiết bị cho 40 sư đoàn và chỉ đủ đạn dược cho 30 sư đoàn. Người Nhật, dù không quyết định đánh cược mọi thứ vào những trận chiến ở Kyūshū, nhưng họ đã tập trung nguồn lực vào khu vực nhiều đến mức không còn nhiều lực lượng dự bị. Theo một báo cáo, lực lượng đóng ở Kyūshū chiếm hơn 40% tổng số đạn được có tại quốc đảo Nhật Bản.
Ngoài các đơn vị quân đội, Nhật Bản đã thành lập Quân đoàn Chiến đấu Tình nguyện, một đơn vị chiến đấu bao gồm những người đàn ông khỏe mạnh có độ tuổi từ 15 đến 60, và phụ nữ từ 17 đến 40, tổng cộng là khoảng 28 triệu người. Họ có nhiệm vụ hỗ trợ chiến đấu và sau đó là trực tiếp chiến đấu. Vũ khí, huấn luyện và đồng phục được đánh giá là thiếu thốn và không đồng bộ: nhiều người được trang bị các vũ khí đơn sơ và lạc hậu như chai xăng cháy, yumi (cung tên), kiếm, dao, giáo bằng tre hoặc gỗ, và thậm chí cả dùi cui, và được quân đội khuyến khích tự trang bị cho bản thân họ. Yukiko Kasai, một nữ sinh cao trung, đã tìm được cho mình một cái dùi vạch dấu và được bảo rằng, "Chỉ giết được một người lính Mỹ thôi là hoàn thành nhiệm vụ. ...và luôn phải nhằm vào phần bụng." Lực lượng này được bố trí ở "tuyến phòng thủ thứ hai" khi quân đội Đồng Minh tiến hành đổ bộ, và sẽ tiến hành chiến tranh du kích ở các khu vực đô thị và miền núi.
Bộ Chỉ huy Nhật Bản dự tính sẽ triển khai quân số của họ tại các khu vực như sau:
- Tổng số binh lính được huy động: 3.150.000
  - Kyūshū – 900.000
  - Kanto (Tokyo) – 950.000
  - Triều Tiên – 247.000

- Cho Trận đánh Quyết định
  - Kyushu – 990.000
  - Kanto – 1.280.000

## Những sự thay đổi của Chiến dịch Olympic

### Mối đe dọa trên không

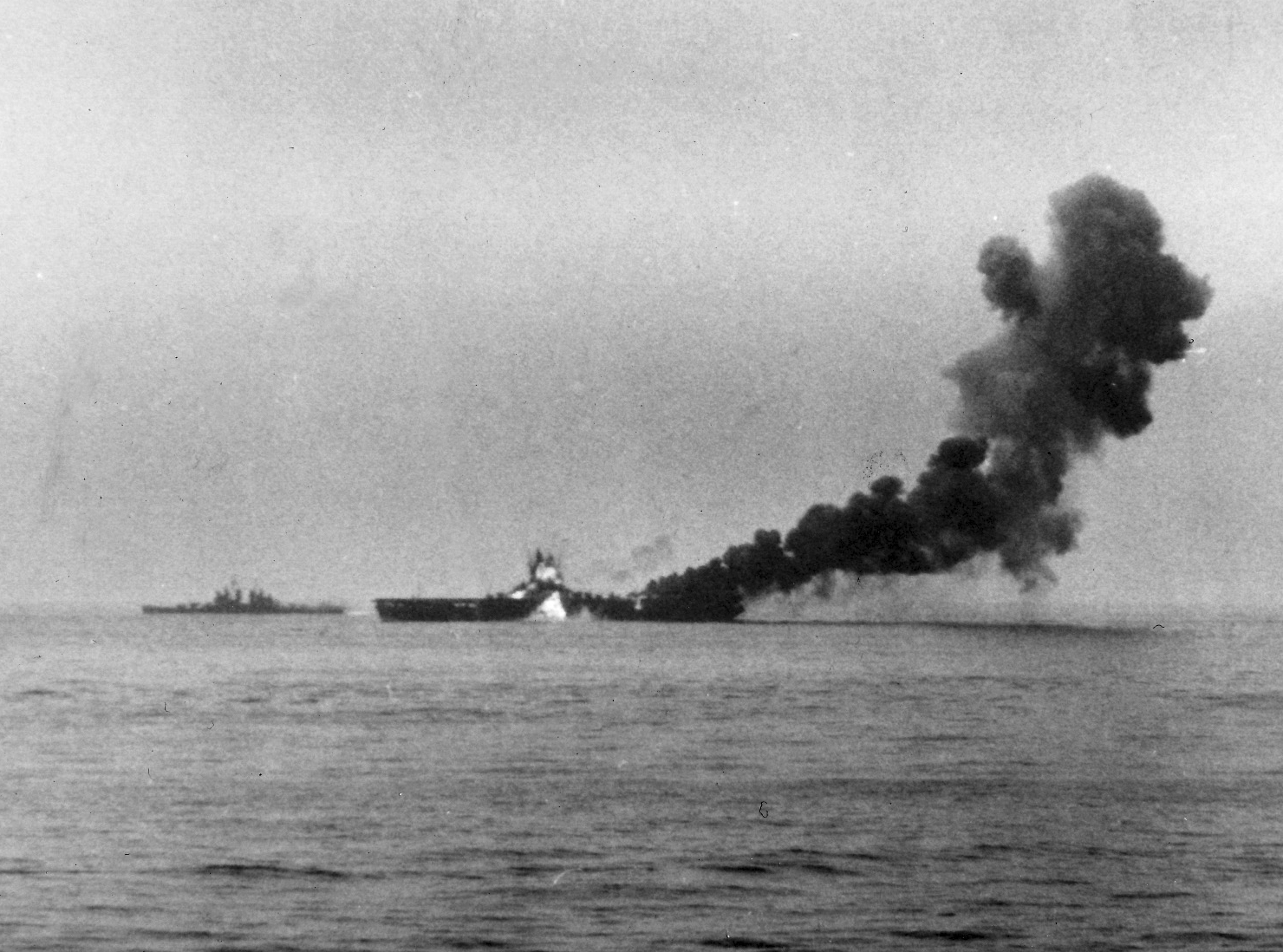
Hàng không mẫu hạm Bunker Hill phát nổ sau khi trúng một máy bay Thần phong thứ hai vào khu vực đảo thượng tầng, chỉ 30 giây sau khi bị chiếc Thần phong đầu tiên đâm vào đuôi tàu, Okinawa, 11 tháng 5 năm 1945.

Tình báo quân đội Hoa Kỳ ban đầu ước tính số lượng máy bay của Nhật Bản là khoảng 2.500 chiếc. Thương vong của Hải quân Hoa Kỳ do máy bay Nhật gây ra ở Okinawa là ở mức rất tệ - cứ một máy bay xuất kích là có hai người thiệt mạng và một số người bị thương - và họ dự đoán rằng con số này sẽ còn cao hơn ở Kyūshū. Để tấn công các tàu chiến Đồng Minh ở ngoài khơi Okinawa, các máy bay Nhật đã phải bay một quãng đường dài từ Nhật Bản trước khi có thể thực hiện các cuộc tấn công, và ở Kyūshū, chúng chỉ cần bay một quãng ngắn từ các căn cứ trong đất liền. Tình báo Mỹ dần biết được rằng người Nhật sẽ sử dụng toàn bộ số máy bay họ có cho các phi vụ tấn công cảm tử và đang làm mọi cách để thu thập máy bay cho chiến thuật này. Tình báo Lục quân Hoa Kỳ ước tính rằng người Nhật có 3.391 máy bay vào tháng 5, 4.862 máy bay vào tháng 6, và 5.911 máy bay vào tháng 8. Tình báo Hải quân Hoa Kỳ ước tính rằng người Nhật có tổng cộng 8.750 máy bay (cả chiến đấu và huấn luyện) vào tháng 7 năm 1945, và 10.290 chiếc vào tháng 8 cùng năm. Khi chiến tranh kết thúc, quân Đồng Minh mới biết được rằng người Nhật có khoảng 12.700 máy bay đóng tại Nhật Bản, với hơn nửa trong số đó được dùng để tấn công cảm tử.
Để chống lại các đơn vị Cảm tử Thần phong, quân đội Đồng Minh, tiên phong bởi Trung tá John Thach, đã phát triển chiến thuật "Big Blue Blanket". Chiến thuật này đòi hỏi người Mỹ phải cắt bớt các phi đội máy bay ném bom bổ nhào và máy bay phóng lôi trên những hàng không mẫu hạm để tăng cường các đơn vị máy bay tiêm kích, và phải điều động thêm các khu trục hạm làm nhiệm vụ tuần tra ở rìa hạm đội để làm nhiệm vụ cảnh báo sớm.
Lực lượng không quân chủ chốt làm nhiệm vụ tiêu diệt các máy bay cất cánh từ Nhật Bản sẽ được tập trung ở Quần đảo Ryukyu. Sau khi chiếm được Okinawa, Không lực 5 và Không lực 7 của Không lực Lục quân Hoa Kỳ, cùng với các đơn vị bay của Thủy quân Lục chiến, đã được điều động đến hòn đảo để chuẩn bị cho chiến dịch oanh kích, và số lượng máy bay tiếp tục tăng lên trong giai đoạn chuẩn bị của chiến dịch.

### Mối đe doạ trên đất liền
Từ tháng 4 tới tháng 6 năm 1945, tình báo Đồng Minh liên tục thu được nhiều thông tin về lực lượng mặt đất Nhật Bản, bao gồm việc năm sư đoàn đã được triển khai vào Kyūshū. Họ dự đoán rằng vào tháng 11, tổng quân số đóng tại Kyūshū sẽ là khoảng 350.000 binh sĩ. Vào tháng 7, họ phát hiện ra đã có thêm bốn sư đoàn nữa di chuyển vào khu vực và có nhiều dấu hiệu khẳng định rằng sẽ còn có thêm nhiều đơn vị nữa. Đến tháng 8, tổng số binh sĩ đóng tại Kyūshū đã lên tới 600.000 người. Bộ phận Giải mã Magic đã xác định được có chín sư đoàn đóng quân ở phía nam Kyūshū - đông gấp ba lần so với dự kiến và quân đội Đồng Minh nhận ra rằng họ đang đánh giá thấp quân đội Nhật Bản một cách nghiêm trọng.
Những báo cáo tình báo về sự chuẩn bị của Nhật Bản ở khu vực vào giữa tháng 7 đã khiến cả Bộ Chỉ huy Thái Bình Dương và Washington sốc nặng. Ngày 29 tháng 7, Thiếu tướng Charles A. Willoughby, Trưởng Bộ phận Tình báo của Tướng MacArthur, là người đầu tiên chỉ ra rằng vào tháng 4, ước tính Nhật Bản có thể đã triển khai sáu sư đoàn vào Kyūshū, và có khả năng là mười sư đoàn. Ông nhận xét "Những sư đoàn này đã xuất hiện, như dự đoán trước đó, nhưng việc này sẽ không dừng lại ở đó". Nếu không kiểm tra cẩn thận "thì mối đe dọa này sẽ phát triển đến mức chúng ta sẽ phải tấn công theo tỷ lệ một sư đoàn trên một sư đoàn, và đây không phải là công thức để giành chiến thắng".

Tuy nhiên vào tháng 7 năm 1945, tổng quân số Nhật Bản đóng tại Kyūshū đã đạt hơn 350.000 binh sĩ, và tăng lên 545.000 binh sĩ vào đầu tháng 8. Vào thời điểm nước Nhật đầu hàng, quân đội Nhật Bản đã triển khai tổng cộng 735.000 binh sĩ vào riêng khu vực Kyūshū. Có tổng cộng 4.335.500 binh sĩ Nhật đóng tại các vị trí dọc Nhật Bản, bao gồm 2.372.700 binh sĩ Lục quân và 1.962.800 quân nhân Hải quân.

### Vũ khí hóa học
Lo sợ về việc "có một Okinawa từ đầu này tới đầu kia của Nhật Bản", quân đội Đồng Minh đã xem xét phát triển những loại vũ khí trái với luật lệ, trong đó có vũ khí hóa học. Họ đã lên kế hoạch về một cuộc chiến tranh hóa học quy mô lớn để phá hủy nền nông nghiệp và người dân Nhật Bản.  Do nhiều yếu tố khác nhau, bao gồm các đợt gió, quân Đồng Minh nhận định rằng Nhật Bản có thể dễ dàng bị tấn công bởi khí gas.
Dù một số lượng lớn vũ khí hóa học, bao gồm khí độc, đã được lên kế hoạch và sản xuất, không có báo cáo nào khẳng định rằng chúng sẽ được sử dụng tại Nhật Bản. Nhà sử học Richard B. Frank nói rằng khi Tổng thống Truman được đề xuất về việc sử dụng vũ khí hóa học vào tháng 6 năm 1945, ông đã phản đối việc sử dụng chúng để chống lại loài người, nhưng vẫn xem xét việc sử dụng chúng để phá hủy các loại thực vật cây trồng. Theo nhà sử học Edward J. Drea, việc sử dụng vũ khí hóa học trên quy mô lớn đã không được bất kỳ nhà lãnh đạo cấp cao nào của Mỹ nghiên cứu hoặc đề xuất một cách nghiêm túc; thay vào đó, họ chỉ tranh luận về việc sử dụng vũ khí hóa học để chống lại các lực lượng kháng chiến/du kích của Nhật.
Mặc dù vũ khí hóa học đã bị cấm bởi Nghị định Geneva, cả Hoa Kỳ và Nhật Bản đều không tham gia ký kết vào thời điểm đó. Trong khi Mỹ đã hứa sẽ không sử dụng bất kỳ loại vũ khí hóa học nào, thì Nhật Bản đã sử dụng khí độc ở Trung Quốc trong giai đoạn đầu của cuộc chiến.
Ngoài ra, Hoa Kỳ đã xem xét việc tiến hành các cuộc tấn công hóa học để tiêu diệt bộ máy cung cấp lương thực ở Nhật Bản nhằm khuất phục người Nhật. Lục quân Hoa Kỳ đã tiến hành thử nghiệm các hợp chất hóa học có khả năng phá hoại mùa màng vào tháng 4 năm 1944, và sau hơn 1.000 mẫu thử nghiệm, họ đã tìm được chín mẫu hiệu quả có chứa axit phenoxyacetic (thuốc diệt cỏ Phenoxy). Một mẫu thử nghiệm có mã LN-8 đã đạt hiệu quả tốt nhất và được đưa vào sản xuất hàng loạt. Và cách tốt nhất để phát huy tối đa thiệt hại do LN-8 gây ra là thả hoặc phun thuốc từ trên cao. Tuy nhiên, đến thời điểm chiến tranh kết thúc, Lục quân vẫn cố gắng tìm ra độ cao hiệu quả nhất để toàn bộ khối thuốc diệt cỏ có thể phân tán một cách tối ưu. Các thành phần trong LN-8 sau đó được sử dụng để phát triển Chất độc da cam, và được sử dụng trong Chiến tranh Việt Nam sau này.

### Vũ khí hạt nhân

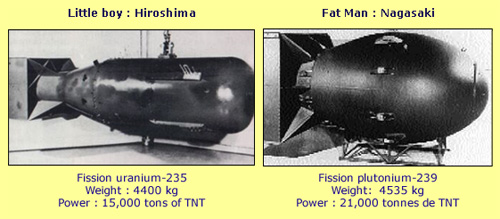
Little Boy (trái) và Fat Man (phải), hai quả bom nguyên tử được thả xuống thành phố Hiroshima và Nagasaki vào ngày 6 và 9 tháng 8 năm 1945.

Theo lệnh của Tướng Marshall, Thiếu tướng John E. Hull đã tập trung xem xét các loại vũ khí hạt nhân chiến lược có thể hỗ trợ cho cuộc xâm lược Nhật Bản, ngay cả sau khi người Mỹ đã ném hai quả bom nguyên tử xuống Nhật Bản (bản thân Marshall nghĩ rằng Nhật Bản sẽ không đầu hàng ngay lập tức). Đại tá Lyle E. Seeman báo cáo rằng ít nhất bảy quả bom lõi plutoni rắn loại Fat Man đã sẵn sàng cho Ngày X, và được xem xét sử dụng để tiêu diệt các lực lượng phòng thủ Nhật Bản. Seeman khuyến cáo rằng lính Mỹ không nên tiến vào các khu vực chịu ảnh hưởng bởi quả bom trong ít nhất 48 giờ, do mật độ phóng xạ rất cao trong khu vực sẽ khiến binh lính bị nhiễm phóng xạ.
Chuẩn tướng Ken Nichols - Kỹ sư trưởng Khu vực Công trình Manhattan, đã viết vào đầu tháng 8 năm 1945 rằng "việc lên kế hoạch cho cuộc xâm lược Nhật Bản đã bước vào giai đoạn cuối cùng, và nếu cuộc đổ bộ thực sự được tiến hành, chúng tôi có thể cung cấp được khoảng 15 quả bom nguyên tử để hỗ trợ các cuộc tiến công của quân đội ta". Họ cũng xem xét kích nổ quả bom nguyên tử được xuống Hiroshima ở trên không, cách mặt đất khoảng 550-610 mét, nằm làm giảm thiểu mật độ phóng xạ trên mặt đất, và hy vọng rằng việc đó sẽ giúp người Mỹ chiếm thành phố một cách nhanh chóng và an toàn.

### Các mục tiêu khác
Các nhà hoạch định của Hội đồng Tham mưu trưởng Liên quân cũng quan tâm đến quy mô quân số được tập trung ở Kyūshū so với các địa điểm còn lại của Nhật Bản, và đã xem xét đến các địa điểm thay thế như đảo Shikoku, Sendai ở phía bắc Honshu, hoặc Ominato. Họ cũng cân nhắc bỏ qua cuộc tấn công sơ bộ và tiến thẳng vào Tokyo. Tấn công vào khu vực phía bắc Honshu có lợi thế chính là quân đội Đồng Minh sẽ vấp phải sức kháng cự yếu hơn, nhưng các đội máy bay (trừ B-29) ở Okinawa sẽ không thể hỗ trợ họ từ trên không.

### Những ý kiến về chiến dịch
Tướng Douglas MacArthur không chấp nhận bất kỳ sự thay đổi nào trong kế hoạch của ông:
Tôi chắc chắn rằng tiềm lực không quân của Nhật Bản mà mội người báo cáo là đang tập trung lại để chống chiến dịch OLYMPIC của chúng ta đã bị phóng đại lên rất nhiều... Về các đợt chuyển quân của lực lượng mặt đất của Nhật Bản... tôi không tin điều đó... Theo tôi, không nên có sự thay đổi gì cho chiến dịch OLYMPIC.

Tuy nhiên, Đô đốc Ernest King, Tham mưu trưởng Hải quân, tương tự với Đô đốc Chester Nimitz, có những phản đối về việc tiến hành chiến dịch đổ bộ này - điều có thể sẽ tạo ra một sự tranh cãi lớn trong nội bộ chính phủ Hoa Kỳ:
Tại thời điểm này, mối tương tác quan trọng có thể sẽ là giữa Marshall và Truman. Có bằng chứng chắc chắn rằng Marshall vẫn kiên quyết tiến hành một cuộc đổ bộ muộn nhất là vào ngày 15 tháng 8. ...Nhưng Marshall đã suy nghĩ lại về cuộc tấn công vì ông biết rõ rằng một cuộc công kích tốn kém này sẽ vấp phải sự phản đối và những ý kiến từ công chúng nói chung và Truman nói riêng, và [chiến dịch] có thể sẽ không còn nhận được sự đồng thuận từ các binh chủng.

### Sự can thiệp của Liên Xô

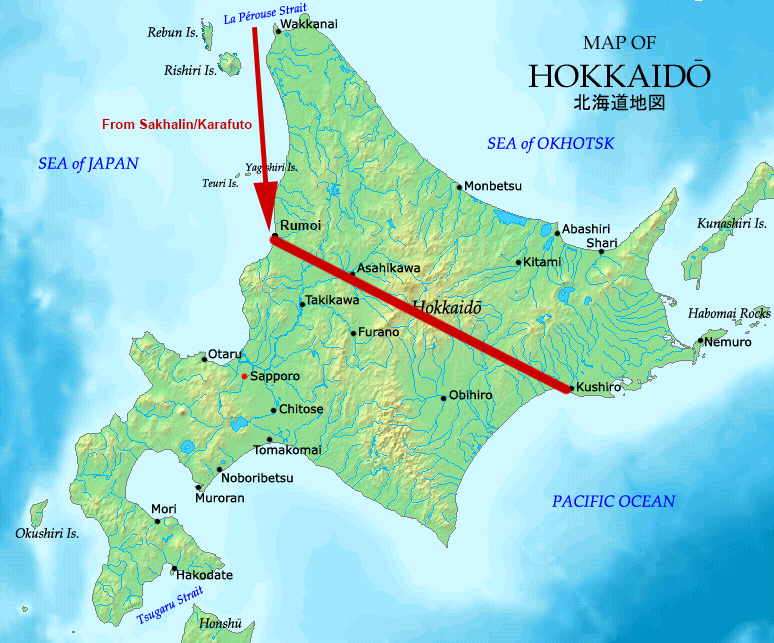
Trong một kế hoạch xâm lược được đề xuất, các lực lượng Liên Xô sẽ đổ bộ vào cảng Rumoi và chiếm Hokkaido từ phía bắc theo một tuyến đường thẳng từ Rumoi đến Kushiro.

Người Mỹ không biết rằng Liên Xô cũng có ý định xâm chiếm một hòn đảo lớn của Nhật Bản là Hokkaido vào cuối tháng 8 năm 1945. Nếu biết rõ về ý định này, quân đội Đồng Minh buộc phải tiến hành đổ bộ muộn nhất là vào tháng 11 năm 1945.
Vào giai đoạn đầu của Chiến tranh Thế giới thứ hai, Liên Xô đã có ý định xây dựng một lực lượng hải quân hùng mạnh để có thể theo kịp các nước phương Tây. Tuy nhiên, sự xâm lược của Đức Quốc Xã vào tháng 6 năm 1941 đã khiến họ phải hoãn lại toàn bộ kế hoạch và Liên Xô buộc phải dồn hầu hết nguồn lực của họ để chống lại các cuộc tiến công của quân đội Đức và chư hầu, chủ yếu ở trên đất liền trong suốt thời gian còn lại của cuộc chiến. Việc này đã khiến lực lượng Hải quân Liên Xô rơi vào tình trạng lạc hậu. Do đó, theo Kế hoạch Hula, Hoa Kỳ đã chuyển giao khoảng 100 tàu chiến (bao gồm các tàu đổ bộ)  trong tổng số 180 chiếc dự kiến cho Liên Xô để chuẩn bị cho cuộc xâm lược vào Nhật Bản.
Tại Hội nghị Yalta vào tháng 2 năm 1945, các nước Đồng Minh đã đồng ý cho phép Liên Xô lấy lại khu vực Nam Sakhalin, vốn được Đế quốc Nga nhượng lại cho Nhật Bản theo Hòa ước Portsmouth sau Chiến tranh Nga–Nhật năm 1905 (người Nga vẫn được giữ phần phía bắc), và Quần đảo Kuril, được giao cho Nhật Bản theo Hiệp ước St.Petersburg năm 1875. Liên Xô cũng được phép tiến hành đánh chiếm Mãn Châu Quốc, nhưng không đề cập tới việc tham gia đổ bộ vào quốc đảo Nhật Bản.

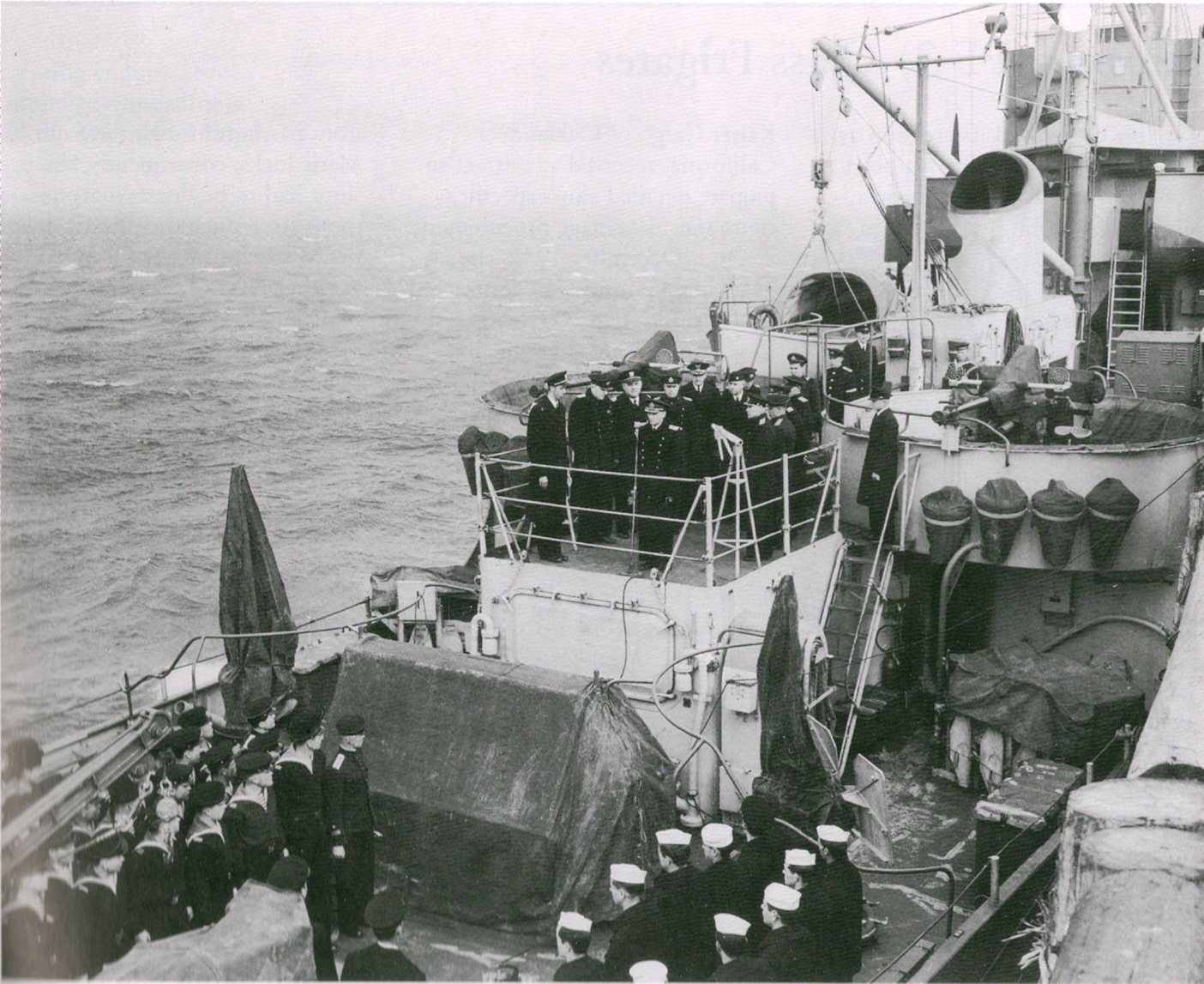
Chuẩn Đô đốc Boris Dmitrievich Popov đang phát biển trên một tàu quét mìn lớp Admirable trong buổi lễ bàn giao tàu cho Hải quân Liên Xô.

Tuy vậy, vẫn còn nhiều tranh cãi về tính khả thi của Liên Xô trong chiến dịch đổ bộ lên Nhật Bản. Hải quân Liên Xô lúc đó chỉ có khoảng 400 tàu chiến các loại, phần lớn chưa được huấn luyện kĩ càng cho các chiến dịch đổ bộ đường biển, sau khi họ tuyên chiến với Nhật Bản vào ngày 8 tháng 8 năm 1945. Trong khi quân đội Hoa Kỳ ước tính sẽ phải huy động hơn 30 sư đoàn để có thể nắm chắc phần chiến thắng cho Chiến dịch Downfall (trong đó có tầm 14 sư đoàn để đánh chiếm phía nam Kyūshū), Hồng quân Liên Xô chỉ có khoảng 11 sư đoàn ở khu vực Châu Á. Ngày 18 tháng 8 năm 1945, ba ngày sau khi Nhật Bản đầu hàng, Liên Xô tiến hành đổ bộ lên Quần đảo Kuril. Tuy nhiên, lực lượng đồn trú Nhật Bản đã chống trả quyết liệt, mặc dù nhiều người đã không còn ý định chiến đấu sau khi Nhật Bản đầu hàng. Trong Trận Shumshu, diễn ra từ ngày 18 tới ngày 23 tháng 8 năm 1945, Hồng quân Liên Xô có 8.821 binh sĩ, nhưng không có sự hỗ trợ của xe tăng và tàu chiến cỡ lớn, trong khi đó quân đồn trú Nhật Bản có hơn 8.500 binh sĩ và khoảng 77 xe tăng. Trận chiến kéo dài tầm một ngày, và giao tranh lẻ tẻ tiếp tục diễn ra suốt bốn ngày tiếp theo trước khi quân Nhật chính thức đầu hàng. Liên Xô chịu thương vong 1.567 binh sĩ, trong đó có 516 binh sĩ tử trận, và năm trong số 16 tàu đổ bộ bị pháo binh Nhật Bản bắn chìm, so với mức thương vong 1.018 binh sĩ của Nhật Bản.
Theo nhà sử học Thomas B. Allen và Norman Polmar, Liên Xô đã cẩn thận vạch ra các kế hoạch chi tiết cho các cuộc xâm lược vào vùng Viễn Đông, ngoại trừ việc đổ bộ vào Hokkaido "chỉ tồn tại một cách chi tiết" trong suy nghĩ của Stalin và "không chắc là Stalin hứng thú với việc đánh chiếm Mãn Châu và thậm chí là đánh chiếm Hokkaido. Ngay cả khi muốn chiếm càng nhiều lãnh thổ ở Châu Á càng tốt, Stalin đã tập trung quá nhiều lực lượng ở Châu Âu so với ở Châu Á."

## Ước tính thương vong
Các nhà hoạch định của Chiến dịch Downfall cho rằng "các chiến dịch trong khu vực này không những sẽ vấp phải sự kháng cự của các đơn vị quân sự có tổ chức của Đế quốc, mà còn một số lượng lớn các đơn vị cuồng tín". Thương vong cao là điều không thể tránh khỏi, nhưng họ không tính chính xác được cao đến mức nào. Nhiều ước tính, suy đoán đã được đề ra, nhưng đều rất khác nhau về số lượng và những giả định, bao gồm cả việc ủng hộ và phản đối việc đổ bộ. Con số thương vong ước tính của chiến dịch này sau đã trở thành một điểm quan trọng trong các cuộc tranh luận thời hậu chiến về việc Hoa Kỳ thả bom nguyên tử xuống Hiroshima và Nagasaki.
Ngày 15 tháng 1 năm 1945, quân đội Hoa Kỳ đã công bố một tài liệu tên là "Tái triển khai Lục quân Hoa Kỳ sau khi nước Đức bại trận". Trong đó, họ ước tính rằng trong khoảng thời gian 18 tháng kể từ tháng 6 năm 1945 (tức đến tháng 12 năm 1946), Lục quân Hoa Kỳ sẽ yêu cầu thay thế và bổ sung lính để thay thế cho khoảng 43.000 binh sĩ tử trận hoặc bị thương mỗi tháng. Từ các phân tích và tiềm lực dự kiến tại các mặt trận, họ kết luận rằng chỉ riêng thương vong của Lục quân (không bao gồm Hải quân và Thủy quân Lục chiến) sẽ rơi vào khoảng 863.000 người tính đến đầu năm 1947, trong đó có 267.000 binh sĩ tử trận hoặc mất tích và không bao gồm những binh sĩ bị thương được chữa trị trong khoảng thời gian 30 ngày (sau đó được mở rộng lên 120 ngày).
Trong quá trình chuẩn bị cho Chiến dịch Olympic, nhiều người và các đơn vị khác nhau đã đưa ra những ước tính thương vong khác nhau tùy vào địa hình, tiềm lực và sự bố trí của các đơn vị Nhật Bản đã được biết tới. Các báo cáo đều thống nhất rằng, với thông tin về việc quy mô quân số và hiệu suất chiến đấu của người Nhật đang ngày một tăng cao, thì ước tính thương vong của họ cũng tăng lên như vậy. Tháng 4 năm 1945, Hội đồng Tham mưu trưởng Liên quân chính thức thông qua một tài liệu kế hoạch đưa ra một loạt các số liệu thương vong có thể xảy đến dựa trên những kinh nghiệm ở Châu Âu và Thái Bình Dương. Những con số này dao động từ mức tỷ lệ 0,42 binh sĩ tử trận hoặc bị mất tích và 2,16 binh sĩ bị thương trên 1.000 binh sĩ/ngày ở Châu Âu, đến mức tỷ lệ 1,95 binh sĩ tử trận hoặc bị mất tích và 7,45 binh sĩ bị thương trên 1.000 binh sĩ/ngày ở Thái Bình Dương. Đánh giá này chưa tính đến các thương vong của quân Đồng Minh vào thời điểm 90 ngày kể từ lúc đổ bộ và chưa bao gồm các binh sĩ mất tích trên biển.  Để đảm bảo tiến độ cho các chiến dịch ở Kyūshū, các nhà hoạch định cho rằng phải cần ít nhất 100.000 binh sĩ bổ sung mỗi tháng, một con số được coi là có thể đạt được dù nhiều đơn vị đã bị giải thể sau cuộc chiến ở Châu Âu.
Trong một bức thư được gửi đến Thiếu tướng Curtis LeMay, Thiếu tướng Lauris Norstad viết rằng nếu chiến dịch xâm lược này được tiến hành, nó sẽ cướp đi sinh mạng của "gần nửa triệu" người Mỹ. Vào tháng 5, Ban tham mưu của Đô đốc Nimitz ước tính họ sẽ có khoảng 49.000 thương vong trong 30 ngày đầu tiên của Chiến dịch Olympic, bao gồm khoảng 5.000 tử trận hoặc mất tích trên biển. Một báo cáo của Ban tham mưu của Tướng MacArthur vào tháng 6 ước tính Hoa Kỳ sẽ có khoảng 23.000 thương vong trong 30 ngày đầu tiên của Chiến dịch Olympic và 125.000 thương vong sau 120 ngày, và dự đoán sẽ phải đối đầu với khoảng 300.000 binh sĩ Nhật (thực tế quân đội Nhật đã điều động 917.000 binh sĩ đến Kyūshū). Khi được Đại tướng Marshall chất vấn, MacArthur đã thay đổi con số đó còn 105.000 thương vong, một phần nhờ việc trừ đi những binh sĩ bị thương có thể sẽ quay trở lại chiến đấu. Trong mội buổi hội đàm với Tổng thống Truman vào ngày 18 tháng 6, Tướng Marshall coi Trận Luzon là mô hình tốt nhất cho Chiến dịch Olympic, cho rằng quân đội Hoa Kỳ cũng sẽ chịu khoảng 31.000 thương vong trong 30 ngày đầu tiên và chỉ chiếm 20% thương vong của toàn bộ quân đội Nhật Bản trong cùng giai đoạn. Điều đó đồng nghĩa với việc họ sẽ chịu tổng cộng khoảng 70.000 thương vong trong toàn bộ chuỗi trận đánh ở Kyūshū nếu sử dụng dự đoán quy mô quân đồn trú Nhật Bản của người Mỹ vào tháng 6 là 350.000 người. Đô đốc Leahy lại cho rằng Okinawa sẽ là minh chứng rõ rệt nhất cho quy mô thương vong của người Mỹ khi họ đổ bộ vào Nhật Bản, và ông ước tính rằng Hoa Kỳ sẽ chịu mức thương vong lên tới 35% (tương đương với khoảng 268.000 binh sĩ). Đô đốc Ernest King ước tính thương vong trong 30 ngày đầu tiên sẽ nằm giữa mức thương vong ở Luzon và Okinawa, từ 31.000 đến 41.000. Trong số những ước tính này, chỉ có ước tính của Đô đốc Nimitz bao gồm cả những tổn thất ở trên biển. Theo Nimitz, với mức tử vong là 1,78/1.000 người/ngày ở Okinawa, thì con số này chắc chắn sẽ cao hơn ở Kyūshū do khu vực này hoàn toàn lộ thiên và có rất ít đảo che chở. Vào tháng 7 năm 1945, Thiếu tướng Charles A. Willoughby cảnh báo rằng họ sẽ phải chịu mức thương vong từ 210.000 tới 280.000 binh sĩ khi mới chỉ tiến được 1/3 quãng đường ở Kyūshū. Tập đoàn quân số 6, đơn vị được giao nhiệm vụ đổ bộ và trực tiếp chiến đấu tại Kyūshū, ước tính mức thương vong của họ trong 120 ngày đầu tiên là 394.859 người. Con số này đủ để khiến đơn vị này rời khỏi mặt trận để hồi phục nhưng được coi là chấp nhận được để có thể tiếp nhận các đợt bổ sung lính trước khi quay trở lại chiến trường. Bộ trưởng Bộ Chiến tranh Henry L. Stimson tuyên bố "Theo quan điểm của tôi, chúng ta sẽ phải trải qua một cuộc chiến có kết thúc thậm chí còn cay đắng hơn ở Đức. Chúng ta sẽ phải gánh chịu những tổn thất của một cuộc chiến như vậy, và chúng ta sẽ khiến Nhật Bản thậm chí còn hủy diệt hơn so với nước Đức". Từ ngày D tới ngày chiến thắng ở Châu Âu, riêng quân đội Đồng Minh phương Tây đã phải chịu mức thương vong là 766.294 binh sĩ. Một nghiên cứu của William Shockley, cố vấn của Bộ trưởng Stimson chỉ ra rằng chiến dịch xâm lược Nhật Bản sẽ gây ra thương vong cho khoảng 1,7-4 triệu binh sĩ Mỹ, trong đó có 400.000-800.000 binh sĩ tử trận, và thương vong của Nhật Bản (bao gồm binh sĩ và thường dân) sẽ có thể lên đến mười triệu người.
Trận Okinawa là một trong những trận đánh đẫm máu nhất của Mặt trận Thái Bình Dương, với con số binh sĩ tử trận của cả hai bên lên đến hơn 82.000 người, bao gồm 14.009 binh sĩ Đồng Minh và 77.417 người Nhật. Các đơn vị mai táng, chôn cất đếm được tổng cộng 110.071 thi thể của binh sĩ Nhật, bao gồm cả những thường dân Okinawa mặc quân phục Nhật. 149.425 dân thường Okinawa đã thiệt mạng, tự sát hoặc mất tích, chiếm gần một nửa dân số hòn đảo vào thời điểm bắt đầu cuộc chiến. Trận đánh kéo dài 82 ngày này đã khiến hơn 72.000 binh sĩ Mỹ tử trận, bị thương và mất tích, trong đó có 12.510 lính Mỹ tử trận. Đảo Okinawa chỉ rộng 464 dặm vuông. Nếu tỷ lệ thương vong của Mỹ trong cuộc xâm lược Nhật Bản chỉ là 5% trên một đơn vị diện tích như ở Okinawa, thì họ sẽ vẫn mất 297.000 binh sĩ (thiệt mạng hoặc mất tích).
Do ước tính quy mô thương vong là rất lớn, gần 500.000 Huân chương Trái Tim Tím (được trao thưởng hoặc trao tặng cho những quân nhân tử trận hoặc bị thương trong chiến đấu) đã được sản xuất để chuẩn bị cho cuộc đổ bộ này. Cho đến ngày nay, tổng số thương vong của quân đội Mỹ trong vòng 65 năm sau Chiến tranh Thế giới thứ hai, tính cả Chiến tranh Triều Tiên và Chiến tranh Việt Nam, cũng chưa vượt qua con số đấy. Năm 2003, quân đội Hoa Kỳ vẫn còn khoảng 120.000 Huân chương Trái Tim Tím tồn kho. Huân chương này dư thừa nhiều đến mức các đơn vị chiến đấu tại Afghanistan và Iraq có thể được cấp luôn huân chương này để có thể trao thưởng ngay lập tức cho những binh lính bị thương trên chiến trường.

## Ước tính lực lượng hai bên

### Chiến dịch Olympic

#### Quân đội Đồng Minh
Lực lượng mặt đất
- Tập đoàn quân số 6 (Đại tướng Walter Krueger)[113]
  -  Sư đoàn Bộ binh 40, dự kiến đổ bộ vào Yakushima và Quần đảo Koshikijima
  -  Trung đoàn Bộ binh 158, dự kiến đổ bộ vào Tanegashima
  -  Quân đoàn I (Thiếu tướng Innis P. Swift), dự kiến đổ bộ vào Miyazaki:[113]
    -  Sư đoàn Bộ binh 25
    -  Sư đoàn Bộ binh 33
    -  Sư đoàn Bộ binh 41

  -  Quân đoàn Đổ bộ V (Thiếu tướng Harry Schmidt), dự kiến đổ bộ vào Kushikino:[113]
    -  Sư đoàn Thủy quân Lục chiến số 3
    -  Sư đoàn Thủy quân Lục chiến số 4
    -  Sư đoàn Thủy quân Lục chiến số 5

  -  Quân đoàn XI (Thiếu tướng Charles P. Hall), dự kiến đổ bộ vào Ariake:[113]
    -  Sư đoàn Kỵ binh số 1
    -  Sư đoàn Bộ binh 23
    -  Sư đoàn Bộ binh 43

  -  Quân đoàn IX (dự bị) (Thiếu tướng Charles W. Ryder):[113]
    -  Sư đoàn Bộ binh 81
    -  Sư đoàn Bộ binh 98

  - Các đơn vị bổ sung:[113]
    -  Sư đoàn Không vận 11
    -  Sư đoàn Bộ binh 77

Nếu bốn quân đoàn này không kịp hoàn thành nhiệm vụ trong thời gian cho phép, các đơn vị tham gia vào Chiến dịch Coronet sẽ được điều động để tăng cường cho Tập đoàn quân số 6, với mức độ ba sư đoàn mỗi tháng, bắt đầu sau khoảng 30 ngày kể từ ngày bắt đầu Chiến dịch Olympic.
Hải quân Hoa Kỳ
- Đệ Tam Hạm đội (Đô đốc William F. Halsey):[113]
  - 20 hàng không mẫu hạm và hàng không mẫu hạm hạng nhẹ;
  - 9 thiết giáp hạm;
  - 26 tuần dương hạm các loại;
  - 75 khu trục hạm
- Đệ Ngũ Hạm đội (Đô đốc Raymond A. Spruance):[113]
  - 36 hàng không mẫu hạm hộ tống;
  - 11 thiết giáp hạm;
  - 26 tuần dương hạm các loại;
  - 387 khu trục hạm và khu trục hạm hộ tống;
  - 394 tàu vận tải các loại;
  - 977 tàu đổ bộ các loại

Không lực Lục quân Hoa Kỳ
- Không lực Viễn đông (Đại tướng George C. Kenney) - 14 liên đoàn ném bom, 10 liên đoàn tiêm kích
  -  Không lực 5
  -  Không lực 7
  -  Không lực 13
- Bộ Tư lệnh Không lực Chiến lược Hoa Kỳ, Thái Bình Dương (Đại tướng Carl A. Spaatz, Thiếu tướng Curtis LeMay)
  -  Không lực 20 (Trung tướng Nathan Twining)
    - 1.000 máy bay ném bom hạng nặng B-29 Superfortress

  -  Không lực 8 (Trung tướng Jimmy Doolittle)

Khối Thịnh vượng chung Anh
- Hạm đội Thái Bình Dương (hoạt động cùng Đệ Tam Hạm đội):
  - Sáu hàng không mẫu hạm và hàng không mẫu hạm hạng nhẹ
- Không lực Tiger (tách ra từ Bộ Tư lệnh Ném bom Không quân Hoàng Gia):
  - 480–580 máy bay ném bom Avro Lancaster (một nửa số máy bay sẽ được sử dụng làm nhiệm vụ tiếp liệu trên không)
- Không lực Chiến thuật số 1 Úc
  - 20 liên đoàn tiêm kích/cường kích của Không quân Hoàng Gia Úc

#### Quân đội Nhật Bản
- Đệ Nhị Tổng quân (Nguyên soái Hata Shunroku)
  - Phương diện quân 16 (Trung tướng Isamu Yokoyama)
    - Phân khu Bắc Kyūshū - Tập đoàn quân 56 (Trung tướng Shichida Ichiro):
      - Sư đoàn 145
      - Sư đoàn 312
      - Sư đoàn 351
      - Lữ đoàn Hỗn hợp Độc lập 124
      - Sư đoàn 57
      - Lữ đoàn Hỗn hợp Độc lập số 4

    - Phân khu Đông Nam Kyūshū - Tập đoàn quân 57 (Trung tướng Kanji Nishihara):
      - Lữ đoàn Hỗn hợp Độc lập 109 (Tanegashima)
      - Sư đoàn 154, Sư đoàn 156, Sư đoàn 212 (Miyazaki)
      - Sư đoàn 86, Lữ đoàn Hỗn hợp Độc lập 98, một trung đoàn, ba tiểu đoàn bộ binh (Ariake)
      - Sư đoàn 25, Lữ đoàn Xe tăng số 5, Lữ đoàn Xe tăng số 6

    - Phân khu Tây Nam Kyūshū - Tập đoàn quân 40 (Trung tướng Mitsuo Nakazawa):
      - Sư đoàn 303 (Sendai)
      - Sư đoàn 206 (Fukiage)
      - Sư đoàn 146, Lữ đoàn Hỗn hợp Độc lập 125 (Satsuma)
      - Sư đoàn 77, một trung đoàn xe tăng

    - Sư đoàn 216, bốn lữ đoàn
- Tập đoàn quân Không lực Lục quân (Đại tướng Masakazu Kawabe)
  - Không đoàn 6 Lục quân — Kyūshū
    - Hơn 5.000 máy bay cảm tử Thần phong, hơn 5.000 máy bay hỗ trợ các loại (chiến đấu, hộ tống, cảm tử,..), hơn 7.000 máy bay cần được sửa chữa

  - 100 tàu ngầm cỡ nhỏ lớp Koryu, 250 tàu ngầm cỡ nhỏ lớp Kairyu, 1.000 ngư lôi có người lái Kaiten và 800 xuồng cao tốc cảm tử Shinyo.

### Chiến dịch Coronet

#### Quân đội Đồng Minh
Lực lượng mặt đất:
- Tập đoàn quân số 1 (Đại tướng Courtney H. Hodges):[113]
  -  Quân đoàn Đổ bộ III:[113]
    -  Sư đoàn Thủy quân Lục chiến số 1
    -  Sư đoàn Thủy quân Lục chiến số 2
    -  Sư đoàn Thủy quân Lục chiến số 6

  -  Quân đoàn XXIV:[113]
    -  Sư đoàn Bộ binh số 7
    -  Sư đoàn Bộ binh 27
    -  Sư đoàn Bộ binh 96
- Tập đoàn quân số 8 (Trung tướng Robert L. Eichelberger):
  -  Quân đoàn X:[113]
    -  Sư đoàn Bộ binh 24
    -  Sư đoàn Bộ binh 31
    -  Sư đoàn Bộ binh 37

  -  Quân đoàn XIV:[113]
    -  Sư đoàn Bộ binh số 6
    -  Sư đoàn Bộ binh 32
    -  Sư đoàn Bộ binh 38

  -  Quân đoàn XIII (dự bị):[113]
    -  Sư đoàn Thiết giáp 13
    -  Sư đoàn Thiết giáp 20
- Đơn vị bổ sung:[113]
  -  Sư đoàn Bộ binh 97

Sau cuộc đổ bộ khoảng 30 ngày, mỗi tập đoàn quân sẽ được tăng cường thêm một quân đoàn, mỗi quân đoàn sẽ có ba sư đoàn. Năm ngày tiếp theo, một sư đoàn không vận và ba sư đoàn dự bị chiến lược sẽ được chuẩn bị tham chiến. Lực lượng dự bị chiến lược cho toàn bộ chiến dịch sẽ bao gồm một quân đoàn (gồm ba sư đoàn) đóng tại Philippines và các sư đoàn khác được điều động theo mức bốn sư đoàn mỗi tháng.
Danh sách các đơn vị dự bị làm nhiệm vụ tiếp viện:
Lực lượng mặt đất:
- Tiếp viện cho Tập đoàn quân số 1:
  - Quân đoàn chưa đặt số la mã:
    -  Sư đoàn Bộ binh số 5
    -  Sư đoàn Bộ binh 44
    -  Sư đoàn Bộ binh 86
- Tiếp viện cho Tập đoàn quân số 8:
  - Quân đoàn chưa đặt số la mã:
    -  Sư đoàn Bộ binh số 4
    -  Sư đoàn Bộ binh số 8
    -  Sư đoàn Bộ binh 87
- Lực lượng Trừ bị Chiến lược, Thái Bình Dương:
  -  Sư đoàn Không vận 11
  - Quân đoàn chưa đặt số la mã:
    -  Sư đoàn Bộ binh số 2
    -  Sư đoàn Bộ binh 28
    -  Sư đoàn Bộ binh 35
- Dự bị Chiến lược:
  -  Sư đoàn Bộ binh 91
  -  Sư đoàn Bộ binh 95
  -  Sư đoàn Bộ binh 104

Lực lượng Thịnh vượng chung Anh:
- Quân đoàn Thịnh vượng chung, (Trung tướng Charles Keightley):
  -  Sư đoàn Bộ binh số 3 (Anh Quốc)
  -  Sư đoàn Bộ binh số 6 (Canada)
  -  Sư đoàn Bộ binh số 10 (Úc)

#### Nhật Bản
Toàn bộ các đơn vị Nhật Bản đóng quân ở Honshu đều được trang bị rất kém và có sức chiến đấu thấp. Tập đoàn quân số 1 Hoa Kỳ dự tính sẽ vấp phải sự kháng cự của Tập đoàn quân 52 Nhật Bản và Tập đoàn quân số 8 Hoa Kỳ sẽ gặp Tập đoàn quân 53 Nhật Bản.
- Đệ Nhất Tổng quân (Nguyên soái Sugiyama Hajime)
  - Phương diện quân 12 (Đại tướng Tanaka Shizuichi)
    - Tập đoàn quân 36 - Urawa, Saitama
      - Sư đoàn 81
      - Sư đoàn 93
      - Sư đoàn 201
      - Sư đoàn 202
      - Sư đoàn 206
      - Sư đoàn 214
      - Sư đoàn Xe tăng số 1
      - Sư đoàn Xe tăng số 4

    - Tập đoàn quân 51 - Tsuchiura, Ibaraki
      - Sư đoàn 44 - Ogawa
      - Sư đoàn 151 - Mito
      - Sư đoàn 221 - Kashima
      - Lữ đoàn Hỗn hợp Độc lập 115 -　Shibasaki
      - Lữ đoàn Hỗn hợp Độc lập 116 - Hokota
      - Lữ đoàn Thiết giáp Độc lập số 7 - Ogawa

    - Tập đoàn quân 52 - Sakura, Chiba
      - Sư đoàn Vệ binh Hoàng gia số 3 - Naruto
      - Sư đoàn 147 - Mobara
      - Sư đoàn 152 - Choshi
      - Sư đoàn 234 - Sōsa
      - Lữ đoàn Thiết giáp Độc lập số 3
      - Sở chỉ huy Tiểu đoàn Pháo binh số 8

    - Tập đoàn quân 53 - Isehara, Kanagawa
      - Sư đoàn 84 - Odarawa
      - Sư đoàn 140 - Kamakura
      - Sư đoàn 316 - Isehara
      - Lữ đoàn Hỗn hợp Độc lập 117 - Numazu
      - Lữ đoàn Thiết giáp Độc lập số 2 - Tsudanuma
      - Sở chỉ huy Tiểu đoàn Pháo binh 11 - Hiratsuka

    - Bộ Tư lệnh Quân đồn trú Vịnh Tokyo - Choshi, Chiba
    - Sư đoàn 321 - Tokyo

## Số liệu thời hậu chiến
Sau khi Nhật Bản đầu hàng và quân đội được giải tán, một số lượng lớn phương tiện, trang thiết bị chiến tranh của Nhật đã được chuyển giao cho các đơn vị chiếm đóng của Hoa Kỳ ở Nhật Bản và Triều Tiên. Trong khi số liệu thống kê của một số loại trang bị (đặc biệt là các loại vũ khí cá nhân và kiếm) có thể không chính xác vì vấn đề thu gom và ảnh hưởng của thị trường chợ đen, thì số lượng trang thiết bị quân sự có tại Nhật Bản, tại quốc đảo và các khu vực lân cận vào tháng 8 năm 1945 được tổng kết như sau:
| Vũ khí, trang thiết bị       | Đơn vị | Số lượng            |
| ---------------------------- | ------ | ------------------- |
| Pháo (dưới 40mm)             | chiếc  | 375,141             |
| Pháo (40–50mm)               | "      | 2.606               |
| Pháo (60–79mm)               | "      | 4.216               |
| Pháo (80–99mm)               | "      | 4.693               |
| Pháo (100mm và lớn hơn)      | "      | 4.742               |
| Các loại pháo khác           | "      | 38.262              |
| Súng máy các loại            | "      | 178.097–186.680     |
| Súng lục các loại            | "      | 247.125             |
| Súng trường và súng carbine  | "      | 2.232.505–2.468.665 |
| Các loại vũ khí cá nhân khác | "      | 15.461              |
| Xe thiết giáp                | "      | 98                  |
| Xe tăng siêu nhẹ             | "      | 633                 |
| Xe tăng                      | "      | 5.286               |
| Xe buýt                      | "      | 20                  |
| Xe gắn máy                   | "      | 481                 |
| Xe chở lính                  | "      | 6.421               |
| Đầu kéo                      | "      | 5.498               |
| Xe tải                       | "      | 19.288              |
| Các loại xe khác             | "      | 29.365              |
| Xe đạp, xe ba bánh           | "      | 2.497               |
| Xe moóc                      | "      | 6.756               |
| Xe goòng                     | "      | 2.644               |
| Các loại xe khác             | "      | 6.321               |

| Khu vực    | Máy bay tiêm kích | Máy bay ném bom | Máy bay trinh sát | Máy bay vận tải | Máy bay huấn luyện | Khác | Tổng  |
| ---------- | ----------------- | --------------- | ----------------- | --------------- | ------------------ | ---- | ----- |
| Honshu     | 2.906             | 1.259           | 707               | 1.626           | 2.180              | 284  | 8.962 |
| Shikoku    | 199               | 31              | 13                | 214             | 142                | 32   | 631   |
| Kyushu     | 668               | 187             | 153               | 923             | 630                | 76   | 2.637 |
| Hokkaido   | 101               | 35              | 131               | 151             | 36                 | 0    | 454   |
| Triều Tiên | 188               | 46              | 147               | 14              | 309                | 258  | 962   |

| Loại tàu             | Số lượng |
| -------------------- | -------- |
| Thiết giáp hạm       | 4        |
| Hàng không mẫu hạm   | 5        |
| Tuần dương hạm       | 2        |
| Khu trục hạm         | 23       |
| Tàu ngầm chủ lực     | 46       |
| Tàu ngầm cỡ nhỏ      | 393      |
| Ngư lôi có người lái | 177      |
| Ca-nô cảm tử         | 2.412    |